# Expédition Terra Nova
Pour les articles homonymes, voir Terra Nova.
Vous lisez un « article de qualité » labellisé en 2009.  Il fait partie d'un « bon thème ».

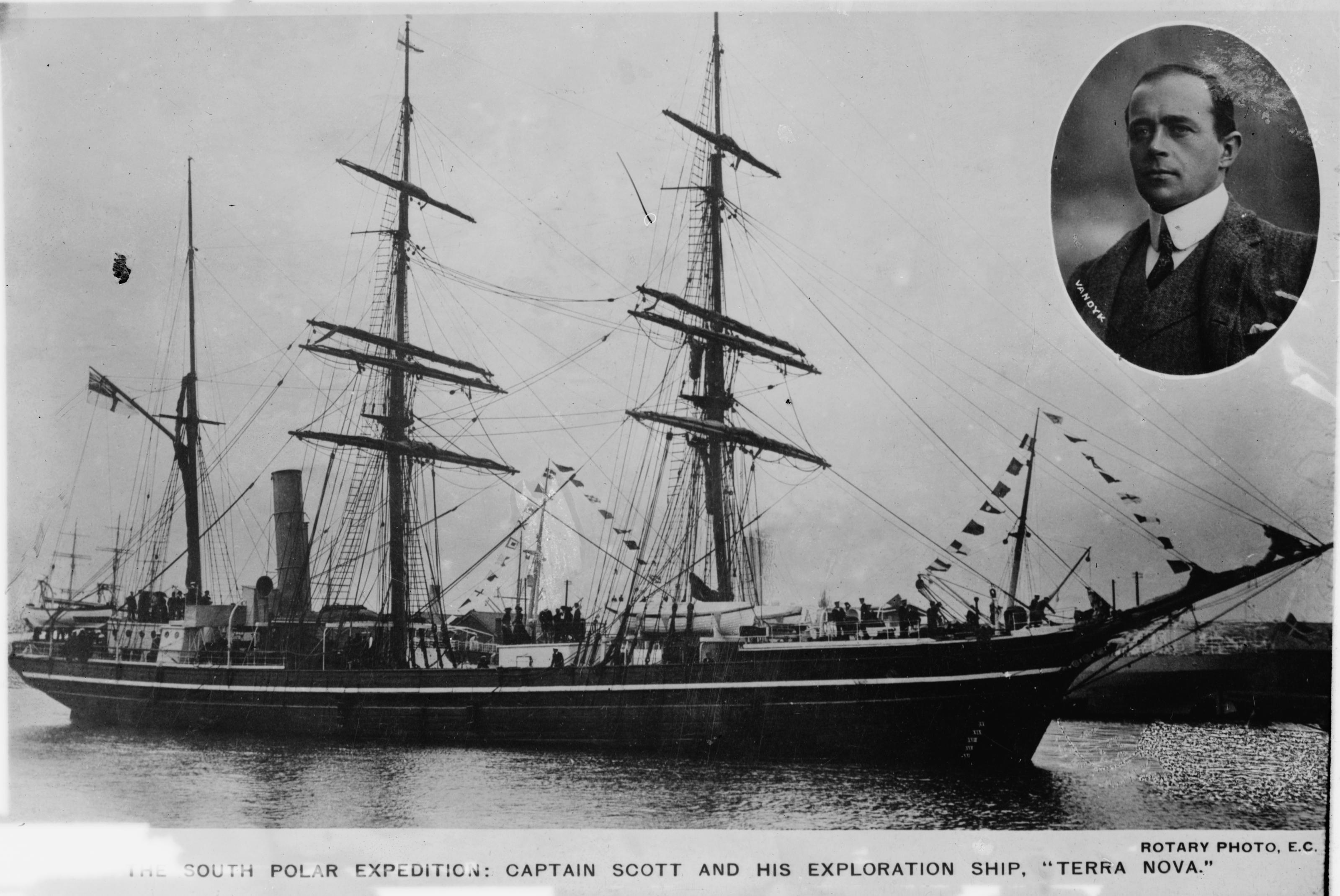
Expédition polaire de Scott sur le Terra Nova.

L’expédition Terra Nova, officiellement la British Antarctic Expedition 1910, est la troisième expédition britannique en Antarctique au XXe siècle, et une des plus marquantes de l'âge héroïque de l'exploration en Antarctique (1895-1922). Menée entre 1910 et 1913 par Robert Falcon Scott aux fins de recherches scientifiques et d'explorations géographiques, et surtout d'offrir le pôle à la couronne d'Angleterre, elle se termine tragiquement.
Scott a mené auparavant l'expédition Discovery en Antarctique de 1901 à 1904. Cette fois, l'objectif principal, tel que l'exprime initialement Scott, est « d'atteindre le pôle Sud et de garantir à l'Empire britannique l'honneur de cette première ». Bien qu'il s'agisse d'une initiative privée, elle jouit de la bénédiction officieuse du gouvernement britannique — qui a participé pour moitié aux frais —, de l'Amirauté et de la Royal Geographical Society.
L'expédition tire son nom du navire Terra Nova chargé de la transporter. Elle réalise son programme scientifique, explore la terre Victoria et la chaîne Transantarctique, mais échoue dans sa tentative d'exploration de la terre du Roi-Édouard-VII.
Le Norvégien Roald Amundsen menant de son côté une autre expédition d'exploration, celle de Scott prend l'allure d'une course pour atteindre le pôle Sud. L'expédition de 65 hommes permet à une équipe réduite de cinq personnes d'atteindre le pôle le 17 janvier 1912, mais ceux-ci constatent que l'équipe d'Amundsen les a précédés de plusieurs semaines. Tout le reste, y compris la performance d'Amundsen, est ensuite éclipsé par la mort de Scott et de ses compagnons lors de leur retour. Leurs notes et journaux, retrouvés huit mois plus tard par une équipe de recherche, permettront de comprendre les détails de leur histoire. Différentes hypothèses seront envisagées sur les causes de la tragédie, et des controverses se feront jour sur la personnalité de Scott.

L'expédition Terra Nova de Robert Falcon Scott (Royaume-Uni)
L'expédition Amundsen de Roald Amundsen (Norvège)

## Contexte

L'expédition Erebus et Terror posa les bases des explorations britanniques en Antarctique, notamment par la découverte de l'île de Ross.

À Londres en 1895, le VIe Congrès international de géographie fixe comme priorité la conquête de l'Antarctique et du pôle Sud. Cette partie du globe est délaissée depuis l'expédition Erebus et Terror de James Clark Ross entre 1839 et 1843 ; la conquête du pôle Nord attire davantage les explorateurs.
Être la première nation à atteindre des lieux aussi lointains et symboliques, quand le public demande des exploits, motive les États à subventionner ce genre de missions. Cependant, l'imminence d'un conflit contraint les gouvernements et leurs marines à réduire ces subsides au profit du financement de l'armement, et de la construction de navires de guerre. Ce contexte explique qu'une proportion notable des explorateurs polaires soient des militaires, animés d'un fort sentiment patriotique.

### Expédition Discovery
La précédente mission de Scott, l'expédition Discovery de 1901 à 1904, a contribué de façon considérable à la connaissance de l'Antarctique. Elle a atteint un « Farthest South » de 82° 17' S, mais Scott en garde un sentiment d'inachevé, ainsi qu'en témoigne sa conviction que le détroit de McMurdo, lieu d'attache du RRS Discovery et accès direct à la base de l'expédition sur l'île de Ross, est son « terrain de travail », où « lui et lui seul » a le droit de retourner. Il persévère par conséquent en vue d'un retour en Antarctique avec, pour but ultime, la conquête du pôle Sud.

### Expédition Nimrod

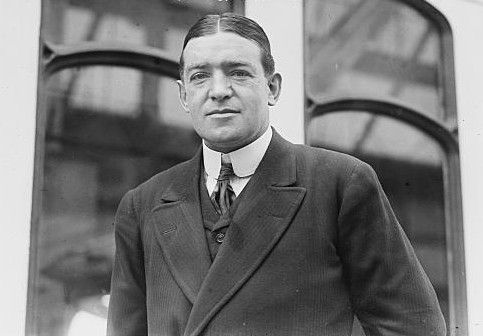
Ernest Shackleton

Entre 1907 et 1909, l'expédition Nimrod d'Ernest Shackleton tente d'atteindre le pôle Sud depuis la base de Scott, en passant par le glacier Beardmore mais ne dépasse pas 88° 23' S, approchant quand même ainsi à moins de 180 km du but. L'utilisation du camp de base de Scott, reniement d'un engagement à s'en abstenir, entraîne un conflit entre les deux hommes et stimule la volonté de Scott de surpasser l'exploit de Shackleton.
Scott voit en Shackleton un rival pour sa popularité. En effet, Shackleton est reçu en héros à son retour en 1909. Il est encensé par la presse et même anobli par Édouard VII.

## Préparations

### Course au pôle Sud

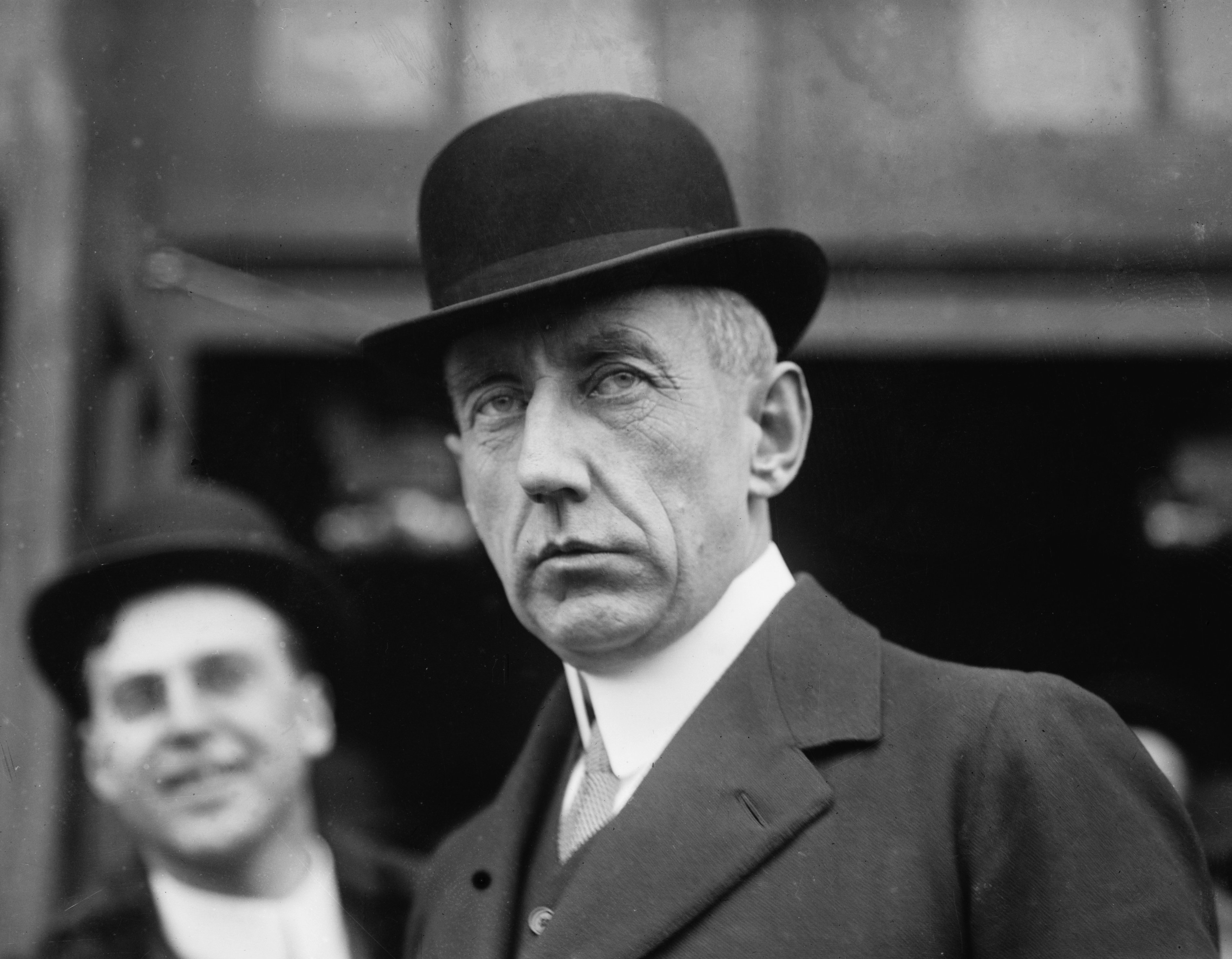
Roald Amundsen.

Pendant ses préparatifs, Scott n'a aucune raison d'estimer que son voyage polaire deviendra une « course au pôle ». Douglas Mawson, qui dirige une expédition australasienne, a clairement annoncé qu'il cartographiait la côte de l'Antarctique, quasiment inexplorée, située au sud de l'Australie, entre le cap Adare et le mont Gauss. Scott lui propose d'intégrer son expédition où son expérience d'ancien de l'expédition Nimrod serait appréciable, mais Mawson décline l'offre, qui bouleverserait trop ses plans, le programme de l'expédition de Scott étant déjà très chargé.
L'expédition de Roald Amundsen, rival potentiel, est annoncée pour l'Arctique. Amundsen, à la suite des annonces en septembre 1909 de la conquête du pôle Nord par Frederick Cook et Robert Peary, et par ailleurs lâché par certains de ses sponsors, a décidé de revoir ses projets. Officiellement, il poursuit une partie du dessein initial en Arctique ; mais il passe par l'Antarctique. Ceci n'étonne pas, à l'époque. Le canal de Panamá n'est pas encore percé et le passage du Nord-Ouest est fort périlleux. La route du cap Horn est la plus raisonnable pour atteindre le détroit de Béring. Pourtant, il est clair qu'Amundsen vise le pôle Sud mais il soutiendra longtemps la version officielle d'une expédition vers la côte Ouest de l'Amérique du Nord. Seul l'équipage, le roi de Norvège et Fridtjof Nansen sont avertis du changement de cap.

### Financement, matériel et hommes

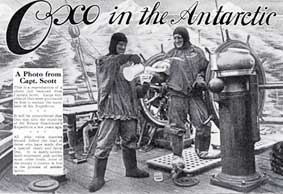
Publicité OXO avec pour cadre l'expédition de Scott.

Contrairement à l'expédition Discovery, financée conjointement par la Royal Society et la Royal Geographical Society, l'expédition Terra Nova est une initiative privée. Robert Falcon Scott, manquant de fonds pour son expédition, publie ses plans et objectifs dans le Times en lançant une souscription nationale, complétée par des emprunts. Il obtient également des subventions gouvernementales, mais le budget reste faible : le coût total estimé de l'expédition est de 40 000 £.
Scott est également aidé par de nombreuses entreprises qui fournissent gratuitement de l'équipement. La collecte de fonds est en grande partie réalisée par Scott. Elle est une ponction considérable sur son temps et son énergie, puisqu'il la poursuit jusqu'en Afrique du Sud, en Australie et en Nouvelle-Zélande avec le Terra Nova alors même que l'expédition est déjà lancée[réf. nécessaire].

#### LeTerra Nova

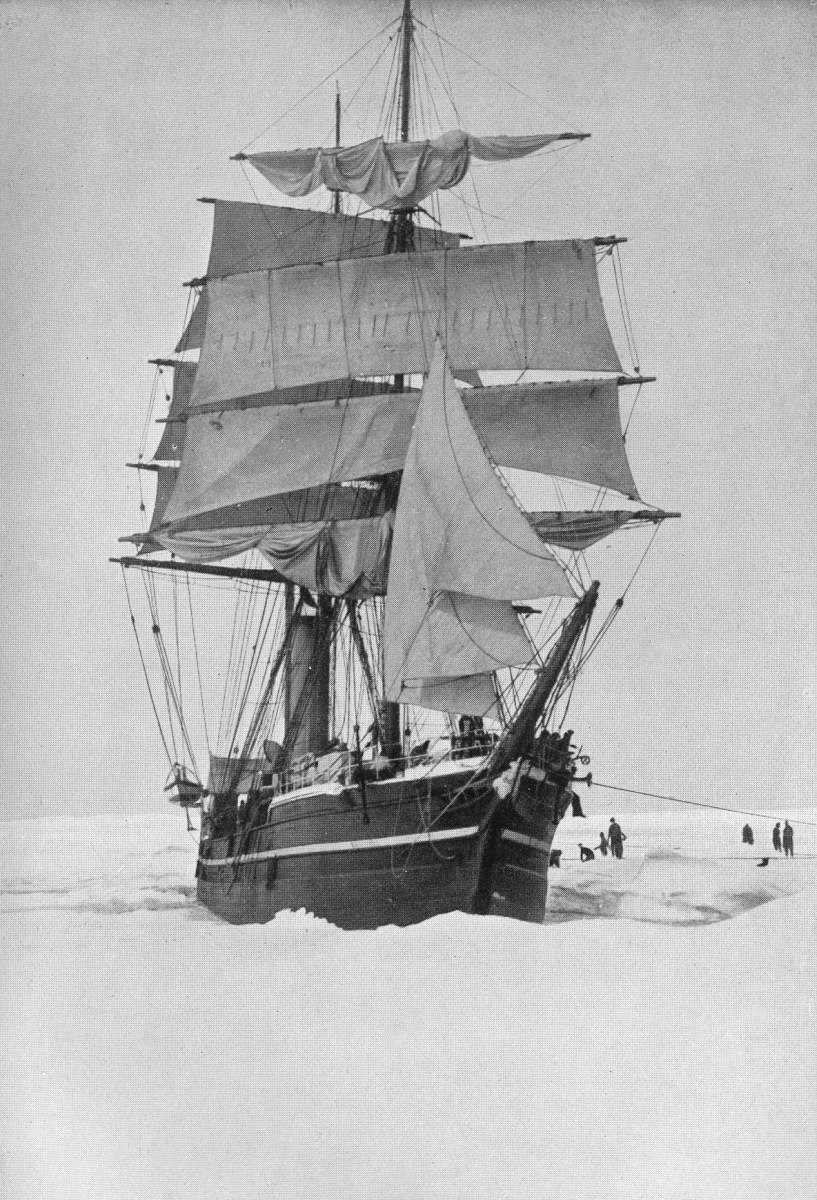
Le dans le pack.

La charge réellement la plus onéreuse est l'achat du baleinier Terra Nova, pour 12 500 £, le coût de son réaménagement non compris. Le Terra Nova est déjà allé en Antarctique dans le cadre de la deuxième opération de secours de l'expédition Discovery. Scott désirant un statut de navire de la marine sous le White Ensign, il adhère à la Royal Yacht Squadron ; pour cette raison, le Terra Nova échappe aux contraintes de la réglementation de la Commission du Commerce qui l'aurait jugé inapte à naviguer. Il peut également imposer sur le navire une discipline calquée sur celle de la marine.

#### Les hommes
Sur les 65 hommes choisis parmi 8 000 candidats,, qui constituent l'expédition à proprement parler et l'équipe de soutien, cinquante sont militaires, six des anciens de l'expédition Discovery et cinq des membres de l'expédition Nimrod d'Ernest Shackleton. Le lieutenant Edward « Teddy » Evans, commandant en second de Scott pour cette mission, a été l'officier de navigation du SY Morning, le navire qui avait porté assistance à Scott durant l'expédition Discovery. Evans abandonne son idée de monter sa propre expédition et fait bénéficier Scott de ses soutiens financiers.
L'Amirauté est généreuse en fournissant à Scott des officiers et des hommes. Parmi les membres du personnel recrutés à la Royal Navy, en plus de Scott et Teddy Evans, il y a le lieutenant Harry Pennell qui va prendre la relève au commandement quand l'équipe d'exploration aura été déposée, et deux lieutenants-chirurgiens, George Murray Levick et Edward Atkinson. Les circonstances vont forcer Atkinson à prendre le commandement de l'équipe d'exploration pendant une grande partie de 1912 pendant une période difficile. L'ancien officier de la Royal Navy, Victor « The Wicked Mate » Campbell, l'un des rares hommes de l'équipe d'exploration ayant des compétences en ski, doit conduire la partie Nord de l'équipe. Les vétérans de l'Antarctique Edgar Evans, Thomas Crean et William Lashly sont également choisis.

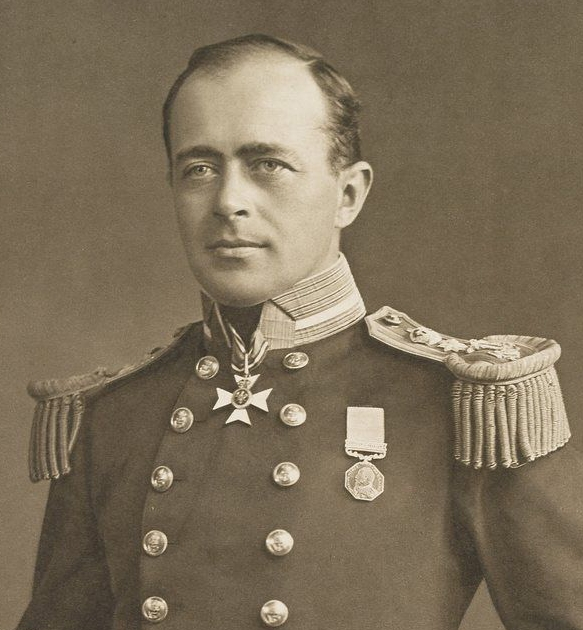
Robert Falcon Scott, le chef de l'expédition.

Deux autres officiers de marine sont nommés : Henry Robertson « Birdie » Bowers, un lieutenant de la marine indienne et Lawrence « Titus » Oates, un capitaine de dragons. Oates, relativement riche, se porte volontaire pour l'expédition et paie 1 000 £ de ses propres fonds.
Sur les conseils de Fridtjof Nansen, Scott recrute Tryggve Gran, un jeune Norvégien expert en ski. Dans la poursuite de sa stratégie de transport mixte, il charge Cecil Meares des équipes de chiens, et recrute Bernard Day, l'ancien mécanicien de Shackleton, pour gérer les véhicules à chenilles. Oates est chargé des chevaux, bien que, de façon assez inexplicable, Scott ait confié à Meares, incompétent en matière de chevaux, le soin de les acheter, avec des résultats malheureux sur le plan de la qualité et donc de la performance,.
Pour mener à bien son programme scientifique, Scott sélectionne un personnel plus expérimenté que celui qui a servi l'expédition Discovery, notamment le directeur scientifique et zoologiste Edward Adrian Wilson, l'un des plus proches confidents de Scott dans l'équipe, qui s'est révélé lors de l'expédition Discovery, non seulement excellent scientifique mais aussi brillant illustrateur et explorateur polaire de qualité. Il s'entoure de scientifiques dont certains connaîtront une grande  carrière, comme le météorologue George Simpson, le physicien canadien C. S. Wright et les géologues Frank Debenham et Raymond Priestley. Thomas Griffith Taylor, le plus expérimentés des géologues, et le biologiste Edward Nelson complètent l'équipe. Apsley Cherry-Garrard est nommé assistant zoologiste alors qu'il n'a aucune formation scientifique. Protégé de Wilson, il propose une participation au financement à hauteur de 1 000 £, comme Oates. Malgré le refus initial de Scott de l'engager, il confirme son soutien financier. Scott impressionné, mais aussi pressé d'accepter par Wilson, finit par céder. Cherry-Garrard se fera remarquer comme un bon écrivain par son livre sur l'expédition : Le Pire Voyage au monde. Herbert Ponting est le photographe de la mission.

#### Poneys, chiens et véhicules motorisés

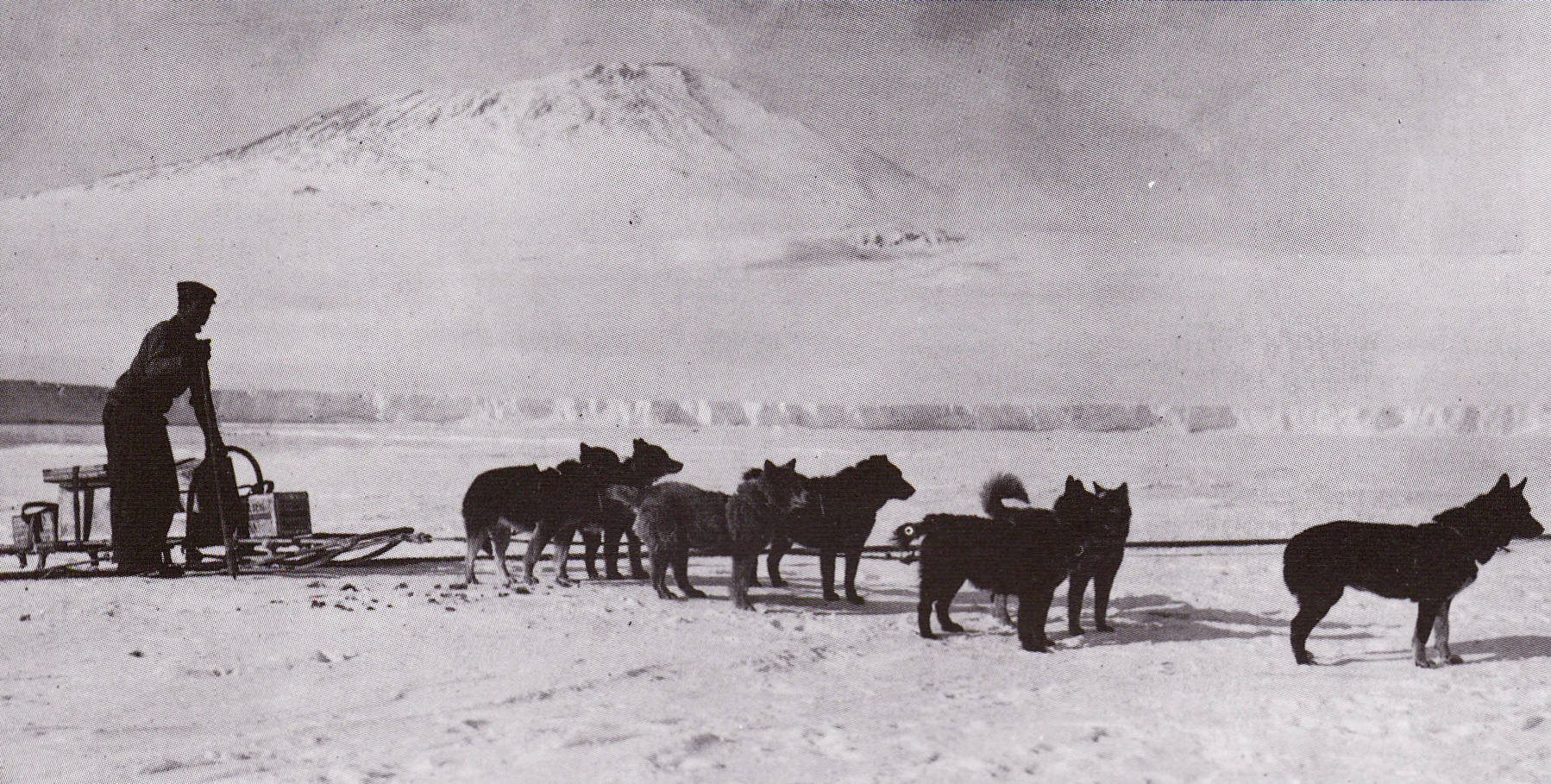
Les chiens de traîneau.

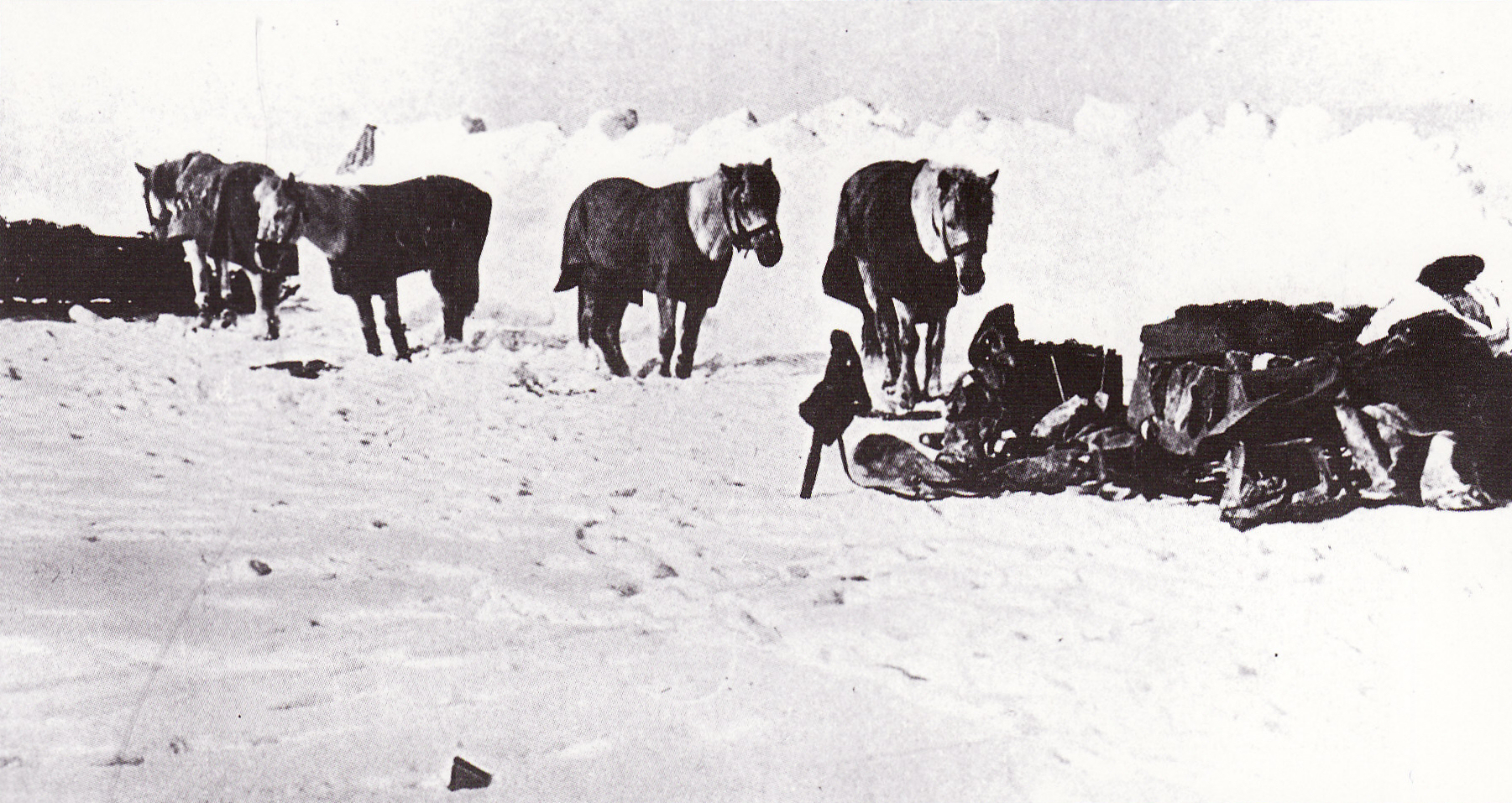
Les poneys de Sibérie.

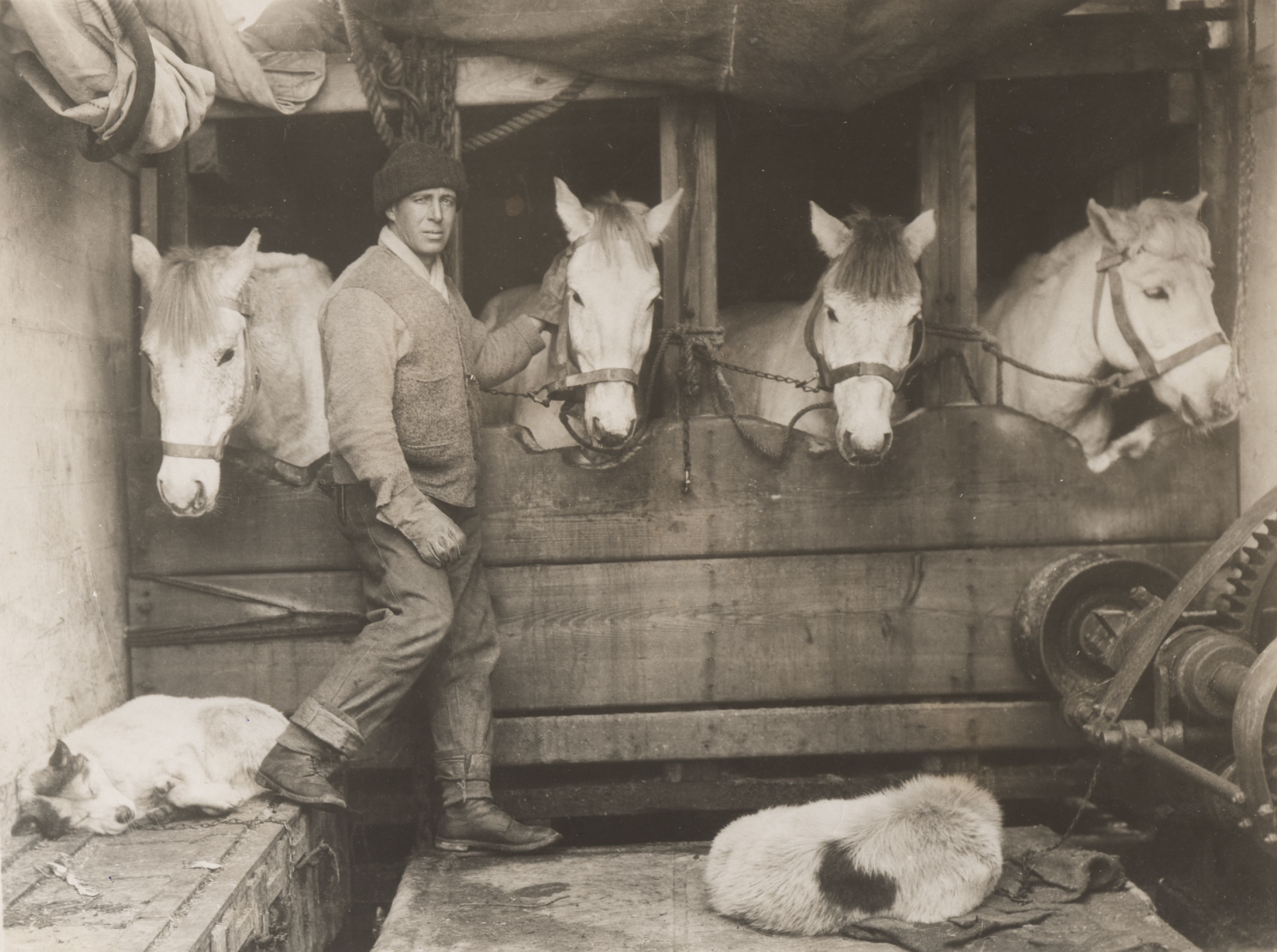
Lawrence Oates et les poneys.

Trente-quatre chiens et dix-neuf poneys sont achetés. Meares se déplace jusqu'en Sibérie dans ce but. Il connaît les chiens, excellemment, mais pas les chevaux, et il les choisit mal. Oates, seul compétent en cette matière, ne s'en aperçoit qu'à l'escale de Nouvelle-Zélande, trop tard pour en changer. Les chiens, les poneys, les tentes, les traîneaux et même les sacs de couchage sont parrainés et nommés par des écoles.
Les chiens sont préférés depuis longtemps par Fridtjof Nansen, car si un chien tire une charge plus faible qu'un poney (50 kg pour un chien, 800 kg pour un poney), la quantité de nourriture qui leur est nécessaire est moindre (0,75 kg pour un chien et 5 kg pour un poney) et le rapport est plus intéressant. Les chiens résistent également mieux au froid, car les poneys transpirent beaucoup, la transpiration gelant à même le corps, et leur poids les fait moins s'enfoncer dans la neige.
Il acquiert également trois véhicules motorisés à chenilles après avoir essayé ce mode de propulsion au col du Lautaret avec Jean-Baptiste Charcot.

### Le programme de l'expédition
Scott prévoit de répartir sur trois saisons australes l'ensemble des explorations et des études scientifiques projetées :
- lors de la première saison (1910-1911), les hommes doivent tout d'abord installer un camp de base et lieu d'expérimentation scientifique sur la côte de l'île de Ross ou de sa région. Un groupe s'aventurera sur la terre du Roi-Édouard-VII et/ou la Terre Victoria, pendant qu'une équipe de géologues travaillera dans l'ouest de la chaîne Transantarctique, mais le plus grand nombre concentrera son attention à l'établissement de dépôts de vivres sur la barrière de Ross, en vue de la saison suivante ;
- la conquête du pôle Sud sera l'activité principale de la deuxième saison (1911-1912). Tout le personnel disponible participera, pour la plupart sur des parties limitées du trajet. Celui-ci suivra le chemin de Shackleton lors de l'expédition Nimrod à travers la barrière de Ross, par le glacier Beardmore, puis à travers le plateau Antarctique et, de là, au pôle proprement dit. Les travaux scientifiques et géologiques se poursuivront, à la base et sur le trajet ;
- une troisième saison (1912-1913) verra l'achèvement du programme scientifique. Si le premier voyage vers le pôle a échoué, les explorateurs tenteront éventuellement un second essai.

Le Terra Nova ne doit pas hiverner dans l'Antarctique. Après le débarquement des hommes et des équipements au camp de base, l'équipe de soutien explorera le secteur du camp, puis rentrera en Nouvelle-Zélande. Le navire reviendra en janvier-février 1912 pour apporter des fournitures, des vivres et du personnel de relève. Enfin, il reviendra une dernière fois en janvier 1913 pour rapatrier l'expédition.
La condition du succès de ce programme repose sur la capacité de Scott à combiner les différents modes de transport. Les poneys et les véhicules à moteur ont déjà été utilisés en Antarctique par Shackleton lors de l'expédition Nimrod. Scott a remarqué d'ailleurs que les poneys avaient beaucoup servi à Shackleton. Il est également impressionné par la puissance des véhicules à moteurs. Cependant, Scott compte sur des traîneaux tirés par les hommes pour la majeure partie du voyage polaire, mais avec les autres méthodes de transports des charges à travers la barrière de glace, ce qui permettra aux explorateurs de préserver leurs forces pour les étapes suivantes : le glacier et le plateau. Dans la pratique, les traîneaux à moteur ont été utiles peu de temps, et la prestation des poneys a été entravée pendant les premières étapes à cause de leur âge et de leur médiocre condition.
Alors que sa propre expérience sur le RRS Discovery avait fait douter Scott de l'efficacité des chiens d'attelage, il admet qu'ils peuvent être très fiables, et durant l'expédition, leurs performances l'impressionnent de plus en plus.

## Première saison (1910-1911)

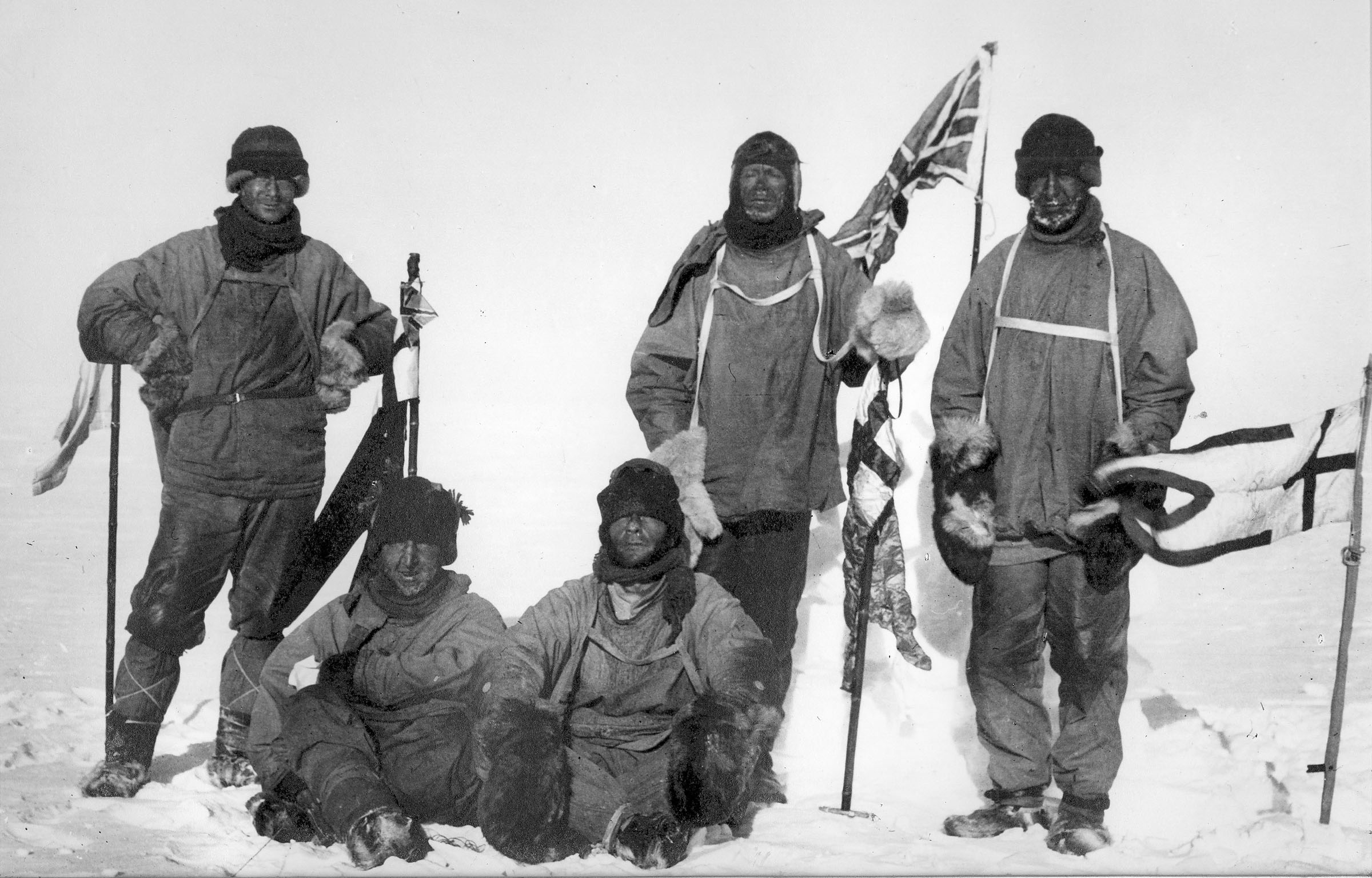
L'équipe de l'expédition au pôle Sud, le 18 janvier 1912.
Debout : Lawrence Oates, Robert Falcon Scott, Edward Adrian Wilson
Assis : Henry Robertson Bowers, Edgar Evans.

Carte de l'île de Ross, point de départ choisi par Scott pour le pôle Sud.

### Le départ
Le Terra Nova appareille de Cardiff, au pays de Galles, le 15 juillet 1910. Scott ne rejoint le navire qu'en Afrique du Sud et l'emmène à Melbourne, en Australie, où il continue sa collecte de fonds. Le Terra Nova prend ensuite la direction de la Nouvelle-Zélande, où il arrive le 28 octobre.
À Melbourne, un télégramme de Roald Amundsen attend Scott, l'informant qu'il se dirige vers le sud : « Prends liberté vous informer Fram fait route vers l'Antarctique » (« Beg to inform you Fram proceeding Antarctica »). Amundsen devait initialement aller en Arctique, si bien que ce message envoyé depuis Madère est un indice de son engagement dans une « course au pôle Sud ». La réaction de Scott est rageuse, mais ni lui ni son épouse ne mentionnent cet épisode dans leurs journaux, et il continue sa collecte de fonds en Australie. Il rejoint le navire en Nouvelle-Zélande, où l'accastillage est complété, notamment 34 chiens, 19 poneys sibériens et trois véhicules motorisés. Le Terra Nova appareille de Lyttelton pour l'Antarctique le 26 novembre 1910.
Durant les premiers jours de décembre, une forte tempête manque de faire échouer l'expédition : les pompes ne parvenant plus à rejeter l'eau embarquée, l'équipage doit écoper avec des seaux. Deux poneys, un chien, deux tonnes impériales de charbon et 65 litres d'essence sont perdus, mais le bateau s'en sort. Le 8 décembre, le navire rencontre le premier iceberg et entre dans le pack à 65°8'S. Il est freiné puis immobilisé pendant vingt jours avant qu'une brèche dans la glace ne permette de continuer vers le sud. Ces imprévus entrainent une consommation accrue de charbon, mais surtout un retard à l'arrivée à l'île de Ross dont les conséquences se répercuteront par la suite.

### Cap Evans

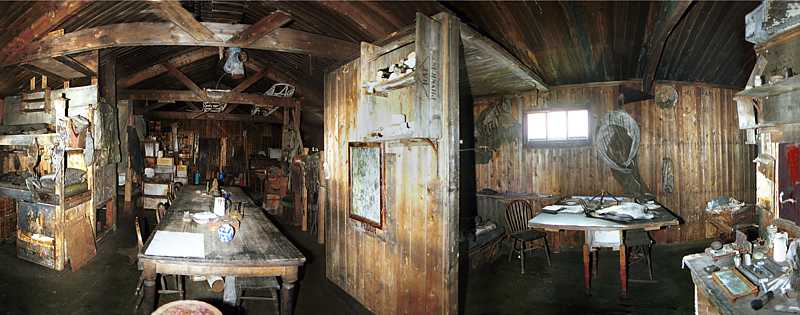
Photographie moderne de l'abri de la mission au cap Evans.

En arrivant au large de l'île de Ross, le 4 janvier 1911, le Terra Nova recherche des sites d'amarrage au cap Crozier, avant d'aller vers le détroit de McMurdo situé à l'ouest, déjà utilisé par les expéditions Discovery et Nimrod. Le Terra Nova se dirige vers un cap que Scott a appelé « Skuary » lors de son expédition précédente, à environ 21 km au nord de l'ancienne base de 1902 de Scott sur la péninsule de Hut Point. Scott espère que cet endroit, plus tard rebaptisé cap Evans, sera accessible par la mer pendant une période plus longue que celle de Hut Point où les navires peuvent être facilement piégés par la glace, comme cela s'est produit avec le RRS Discovery.
Au cap Evans, l'équipe de la mission débarque avec dix-sept poneys, trente-deux chiens, trois véhicules motorisés (dont l'un est perdu pendant le déchargement), environ trente tonnes de vivres et une cabane de logement préfabriqué en bois mesurant 15 m sur 7,7 m. Le 17 janvier, cet abri est utilisable. Au début du XXIe siècle, il existe toujours, le site étant désormais protégé. Il est parfois confondu avec l'abri antérieur de Scott à Hut Point qui a aussi été utilisé par l'expédition comme point de départ et abri pour les trajets vers la barrière de Ross.

### La construction des dépôts
Le but de la première saison est de mettre en place une série de dépôts sur la barrière de Ross, de sa limite nord (Safety Camp) au 80° de latitude, qui seront utilisés lors du voyage au pôle qui commencera au printemps suivant. Le dernier dépôt, identifié sous le nom de One Ton Depot, est le plus important. Le travail doit être effectué par douze hommes, les huit poneys les plus forts et deux équipes avec des chiens d'attelage. L'état de la glace a empêché l'utilisation de véhicules à moteur.

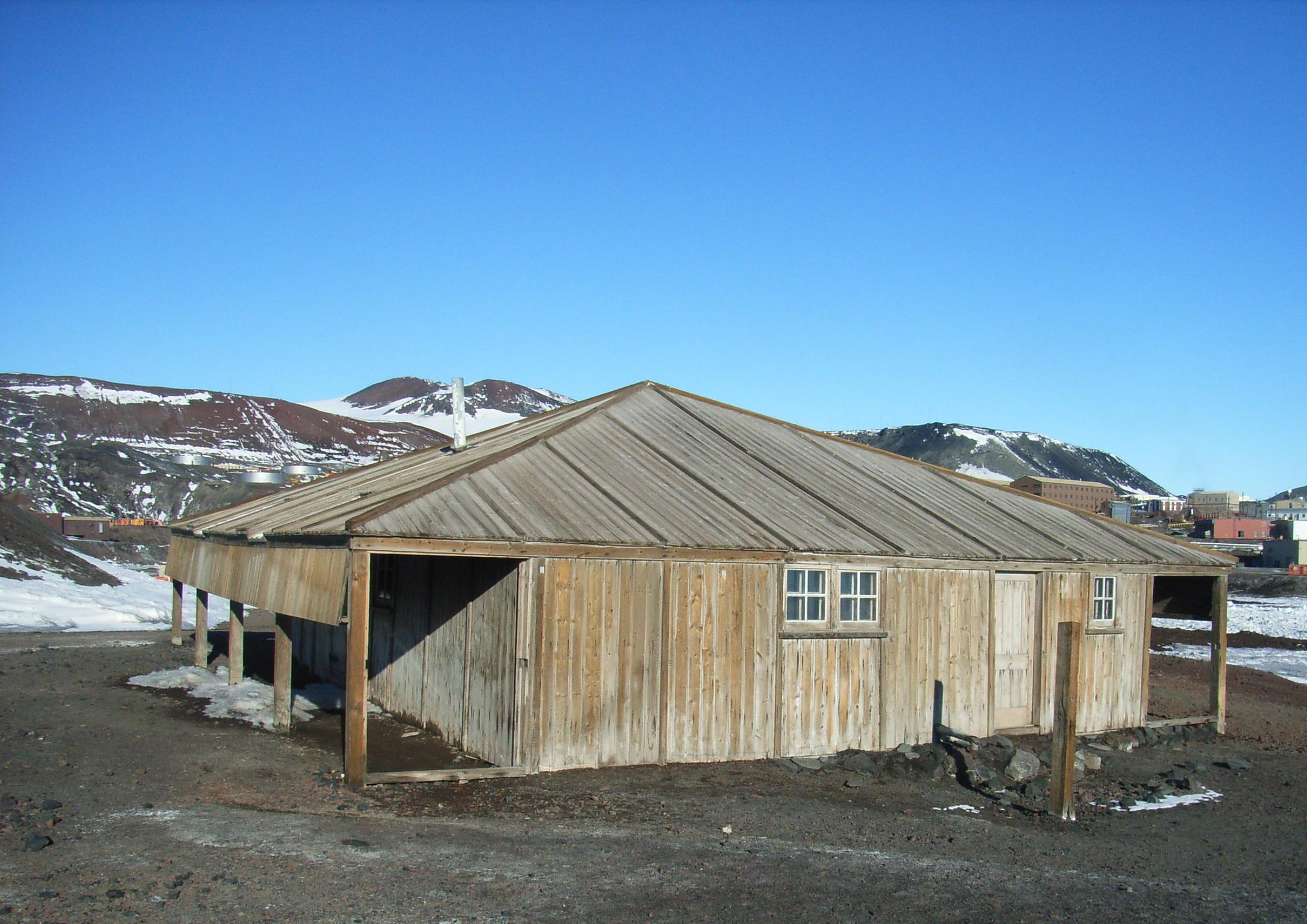
L'abri de l'expédition Discovery à Hut Point.

En raison de l'arrivée tardive du Terra Nova, la saison est déjà bien avancée et les préparatifs doivent être accélérés. Le départ est précipité, sans prendre le temps de s'entraîner ou d'acclimater les animaux, qui ont déjà gravement souffert de la navigation. La progression est plus lente que prévu, et la performance des poneys est réduite par le manque de chaussures-raquettes dont ils ont besoin pour marcher sur la barrière de glace et qui ont été oubliées à cap Evans. Le blizzard arrête la progression des équipes au Corner Camp établi à 64 km de Hut Point. Scott renvoie au camp les trois poneys les plus faibles (deux meurent en route) pour compter entièrement sur les cinq autres poneys et les chiens dont les performances l'impressionnent de plus en plus. Comme ils approchent de la latitude recherchée, Scott se soucie du sort des poneys qui ne survivraient pas si l'équipe rentrait immédiatement. Contre l'avis de Lawrence Oates qui veut continuer, en achevant les poneys pour leur viande au fur et à mesure qu'ils tomberont, Scott décide de créer le One Ton Depot à 79°29' S, soit à plus de 56 km au nord de son emplacement prévu (80° S). Cette distance s'avèrera capitale lors du retour du pôle, un an plus tard.
Scott retourne au Safety Camp avec les équipes des chiens, et attend l'équipe des poneys, plus lente. Un poney meurt d'épuisement, peu après leur arrivée. Les survivants franchissent la banquise près de Hut Point au moment de sa désintégration ; malgré une tentative de sauvetage, trois autres poneys périssent dans l'eau glacée, servant de repas aux orques. Sur les huit poneys qui ont entrepris le voyage d'installation des dépôts, deux seulement rentrent au camp de base.

### Activités de l'hiver (1911)
L'installation des dépôts est terminée à la mi-avril 1911, la première expédition géologique dans l'ouest de la chaîne Transantarctique a donc lieu. L'équipe de Campbell quitte le camp pour la Terre Victoria et une équipe de vingt-sept hommes s'installe au cap Evans dans l'attente de l'hiver polaire. Les principales activités sont liées à la poursuite du programme scientifique, la planification du prochain voyage polaire, l'entretien du matériel, la préparation des rations, des conférences sur différents thèmes, des spectacles, la production du South Polar Times et un voyage au cap Crozier.

## Voyages principaux (1911-1912)

### L'«équipe Nord»
Le programme de l'expédition comprend une exploration et des travaux scientifiques dans la Terre du Roi-Édouard-VII, à l'est de la barrière de Ross. Elle est commandée par Victor Campbell et composée de Raymond Priestley, George Murray Levick, George P. Abbott, Harry Dickason et Frank V. Browning. L'« équipe Est » (Eastern Party) est en mesure d'explorer la Terre Victoria vers le nord-ouest, si la Terre du Roi-Édouard-VII s'avère inaccessible.
Le 26 janvier 1911, le Terra Nova part de l'île de Ross en direction de l'est. N'ayant pu trouver un site pour débarquer l'équipe sur la terre du Roi-Édouard-VII, Campbell décide de naviguer vers la terre Victoria. À son retour vers l'ouest, le Terra Nova voit que l'expédition Amundsen a installé un camp dans la baie des Baleines, une baie de la barrière de glace. Roald Amundsen est hospitalier, il propose à Campbell de s'installer à proximité de son camp, Framheim, et même lui offre son aide et celle de ses chiens, mais Campbell décline l'offre et retourne avec son équipe au cap Evans pour avertir Scott. Le groupe de Campbell devient alors l'« équipe Nord » et navigue vers le nord pour s'installer dans la baie de Robertson, près du cap Adare, où ils construisent un abri près des anciens quartiers de l'explorateur norvégien Carsten Borchgrevink.
Le zoologiste George Murray Levick réalise au cap Adare une étude de référence sur les comportements sexuels des manchots Adélie basée pour la première fois sur un cycle complet de reproduction en 1911-1912. Il juge ses découvertes si choquantes (cas de nécrophilie, pédophilie et viol) qu'il censure ces points de son étude,.
L'équipe Nord passe l'hiver 1911 dans la cabane. Lors de l'été 1912, leur plan d'exploration en luge n'a pas pu être entièrement suivi en raison de l'état de la glace de mer et de leur incapacité à découvrir un itinéraire intérieur. Le Terra Nova revient en Nouvelle-Zélande le 4 janvier 1912, et transfère l'équipe à Evans Cove, un emplacement situé à environ 400 km au sud du cap Adare et à environ 322 km au nord-ouest du cap Evans. Ils doivent être récupérés le 18 février après l'achèvement de travaux géologiques, mais en raison d'un pack très robuste, le navire n'est pas en mesure de les atteindre. Le groupe, malgré les maigres rations, passe les mois d'hiver de 1912 dans une grotte de neige qu'il a lui-même creusée sur l'île Inexpressible, pêchant du poisson et chassant le phoque. Ils éprouvent de grandes difficultés — gelures, malnutrition et dysenterie —, aggravées par des vents forts et des températures basses ainsi que l'inconfort du confinement dans une pièce avec une fournaise à blanc de baleine.

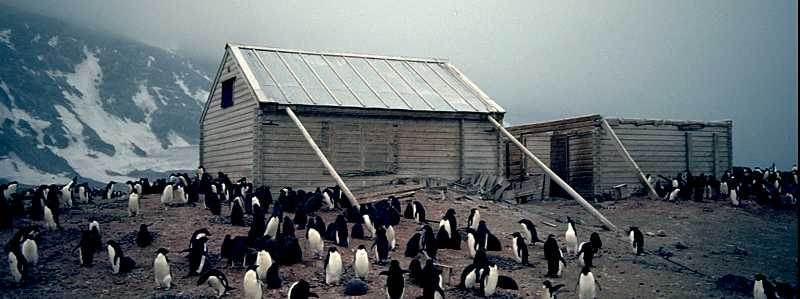
Abri de l'expédition Southern Cross de Carsten Borchgrevink au cap Adare.

Au début d'avril 1912, Edward Atkinson, commandant l'équipe du cap Evans lors de l'absence de l'équipe en route vers le pôle Sud, tente d'envoyer quatre hommes jusqu'à la côte de la Terre Victoria pour soulager l'équipe de Campbell. Le groupe part le 17 avril, mais la tentative échoue à cause du mauvais temps. L'équipe Nord survit à l'hiver glacial dans une habitation de fortune, et part pour le cap Evans le 30 septembre 1912 dans un périple qui comprend le passage de la difficile langue de glace Drygalski. Browning est très malade, et Dickason presque paralysé par la dysenterie, mais l'ensemble du groupe réussi à atteindre le cap Evans, après un voyage périlleux, le 7 novembre. Les travaux géologiques et les spécimens recueillis par l'équipe sont récupérés au cap Adare et d'Evans Coves par le Terra Nova en janvier 1913.

### Travaux géologiques à l'ouest

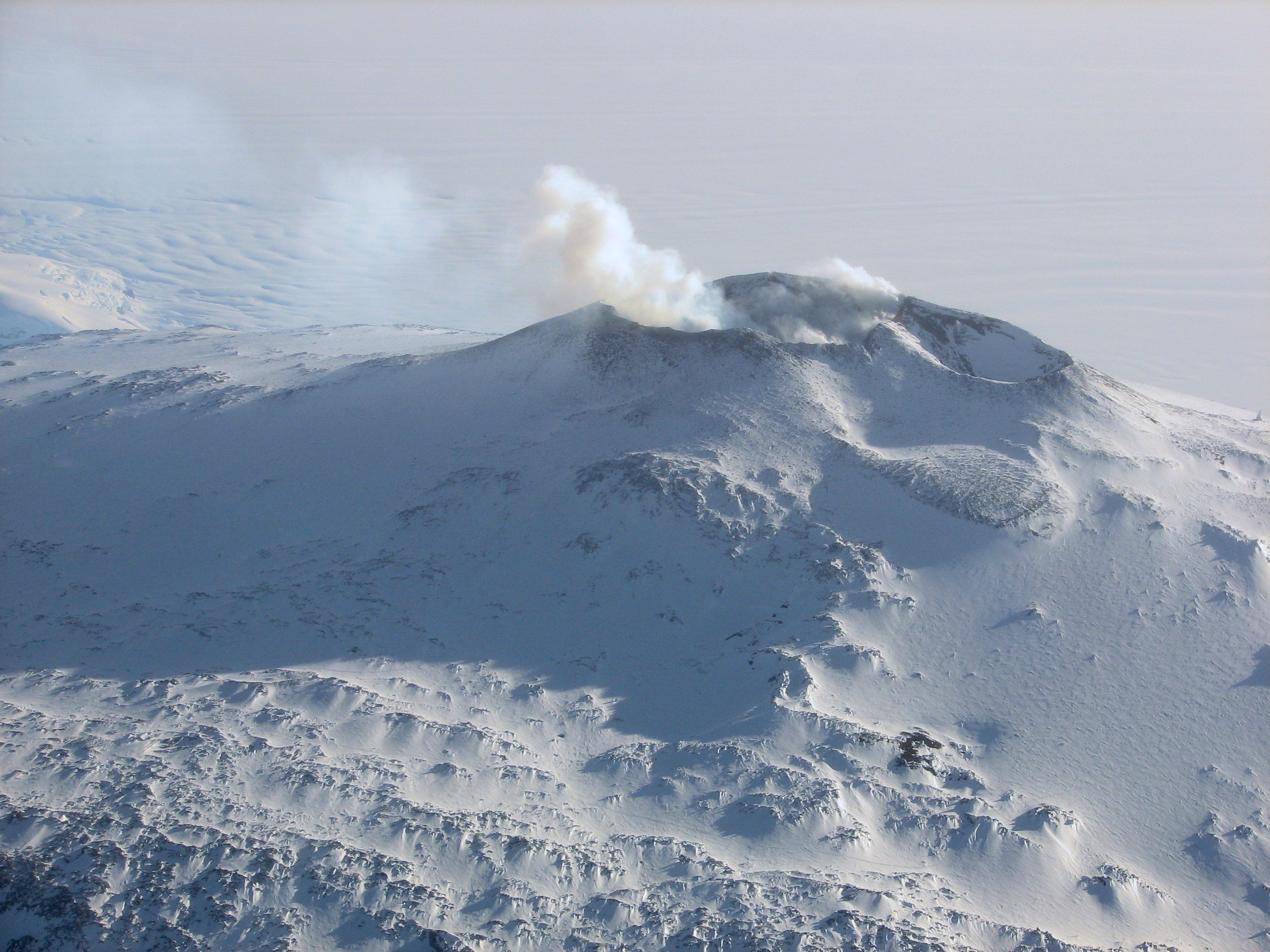
Le mont Erebus, volcan rouge en activité.

Entre janvier et mars 1911, une première expédition géologique a pour objectif de faire de la prospection géologique dans la zone côtière ouest du détroit de McMurdo, dans une région située entre les vallées sèches de McMurdo et le glacier Koettlitz. Ce travail est entrepris par une équipe composée de Taylor, Debenham, Wright et Evans. Ils sont débarqués du Terra Nova le 26 janvier à Butter Point, en face du cap Evans sur la rive de la terre Victoria. Le 30 janvier, le groupe établi son principal dépôt dans la région du glacier Ferrar, et effectue ensuite des explorations et des études dans les zones de la vallée sèche et du glacier Taylor avant de déménager vers le sud jusqu'au glacier Koettlitz. Après d'autres travaux, ils quittent l'endroit le 2 mars, en prenant une route vers le sud pour arriver à la péninsule de Hut Point le 14 mars.
Entre novembre 1911 et février 1912, une seconde expédition géologique prolonge le travail effectué auparavant, plus localement, sur la région de Granite Harbour à environ 80 km au nord de Butter Point. Les hommes de Taylor sont cette fois-ci Debenham, Gran et Forde. Le principal voyage commence le 14 novembre ; il est plus difficile en raison du trajet sur le pack. Granite Harbour est atteint le 26 novembre. L'équipe s'installe sur un site baptisé Geology Point au cap Geology et un abri en pierres est construit. Durant les semaines suivantes, des explorations et des travaux ont lieu sur le glacier Mackay et, au nord ; une ou plusieurs chaînes montagneuses sont identifiées et nommées. L'équipe doit être rembarquée par le Terra Nova le 15 janvier 1912, mais le navire ne peut les atteindre. Ils attendent jusqu'au 5 février avant de partir vers le sud et d'être finalement repérés le 18 février par le navire.
Les échantillons géologiques des deux expéditions sont récupérés par le Terra Nova en janvier 1913. D'autres travaux de géologie sont menés par l'équipe Nord, par l'équipe partie au pôle sur le glacier Beardmore, et par un autre groupe qui a gravi le mont Erebus pendant les dernières semaines de l'expédition, en décembre 1912. Le camp du sommet (Summit Camp) et le camp E, utilisés par les équipes de recherche géologique en décembre 1912, sont classés comme sites historiques de l'Antarctique.

### Voyage au cap Crozier

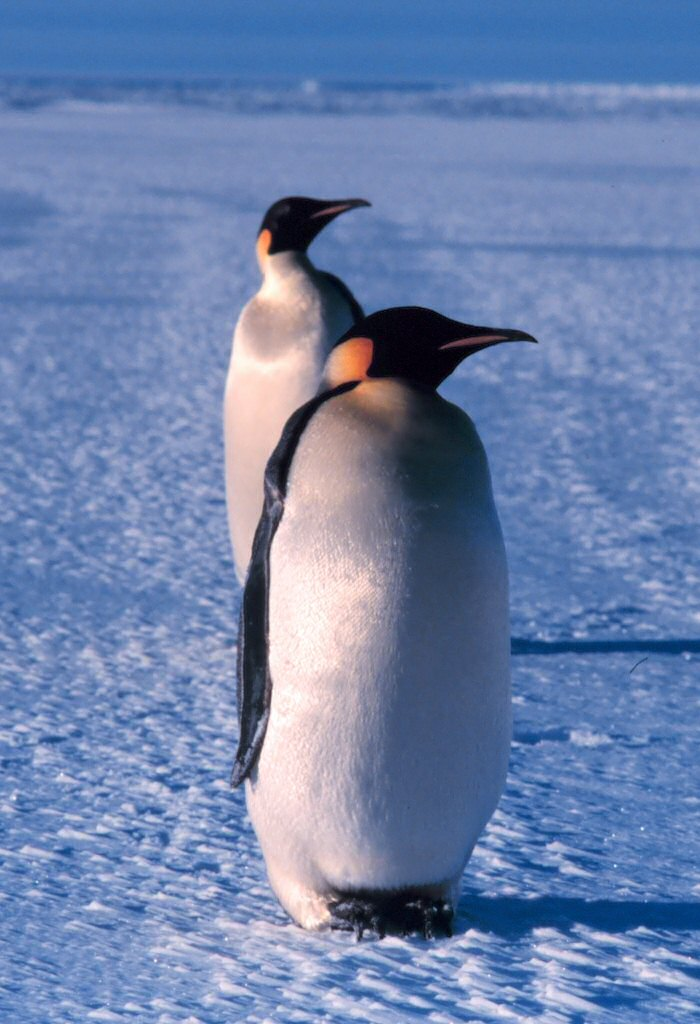
Manchot empereur sur la mer de Ross.

Ce voyage au cap Crozier est planifié par Edward Adrian Wilson. Il défend l'utilité de poursuivre ces travaux zoologiques en prolongement des premiers rapports datant de l'expédition Discovery. Les membres de l'expédition Erebus et Terror avaient rapporté sept spécimens de manchot empereur, qui ont permis à George Robert Gray de réaliser la description de référence de cet oiseau, publiée dans le livre de l'expédition (« La Zoologie du voyage antarctique des navires Erebus et Terror »), publié en 1843 par J.E. Gray et John Richardson.
Le voyage consiste donc à obtenir des spécimens d'embryons tirés d'œufs de manchots empereurs au cap Crozier, lieu important de reproduction de l'espèce. L'objectif est de pouvoir observer « des points particuliers dans le développement de l'oiseau », notamment de rechercher d'éventuels caractères reptiliens ancestraux,. Il a donc fallu faire un voyage en plein hiver afin d'obtenir des œufs. Un deuxième objectif est d'expérimenter les rations alimentaires et le matériel en préparation de l'imminent voyage vers le pôle Sud. Le 22 juin 1911, Bowers et Apsley Cherry-Garrard accompagnent Wilson pour cette mission.
Aucune autre expédition n'avait encore tenté un si long voyage en Antarctique durant l'hiver. Cherry-Garrard décrit les dix-neuf jours et les 96 km jusqu'au cap Crozier comme une « horreur », dans laquelle les vêtements et les sacs de couchage sont constamment glacés. Le 5 juillet, la température tombe à −60 °C et est décrite comme « aussi froid que personne ne pourrait endurer dans le noir, portant des vêtements glacés ». Certains jours, la distance parcourue n'a pas dépassé un mille.
Au cap Crozier, l'équipe construit un igloo avec des blocs de neige, des pierres et une mince planche de bois qu'ils ont apportée pour la toiture. Ils sont arrivés assez tôt pour collecter plusieurs œufs de manchot empereur, mais les conditions climatiques sont épouvantables. Leur igloo est presque détruit dans un blizzard avec des vents de force 11, obligeant l'équipe à rester dans les sacs de couchage pendant trois jours. La tempête emporte la tente qu'ils devaient utiliser pour le retour, mais elle est heureusement récupérée à une distance d'environ 800 mètres de l'igloo. Refusant d'abandonner ses spécimens, malgré les difficultés et les dangers auxquels il fait face, le groupe est rentré au cap Evans, le 1er août. Les trois œufs ont survécu au voyage. Ils sont d'abord envoyés au Musée d'histoire naturelle de Londres et par la suite font l'objet d'un rapport de M. Cossar Stewart à l'Université d'Édimbourg. Ils n'ont pas, toutefois, confirmé la théorie de Wilson.
Apsley Cherry-Garrard décrit ensuite ce voyage comme « Le pire voyage au monde » et utilise cette réflexion comme le titre du livre qu'il a écrit en 1922 sur l'ensemble de l'expédition Terra Nova. Scott décrit ce voyage comme « un merveilleux exploit » ; il est très satisfait des expérimentations, des rations et du matériel : « Nous sommes aussi près de la perfection que possible vues nos connaissances actuelles ».

### Voyage au pôle Sud

#### La barrière de Ross

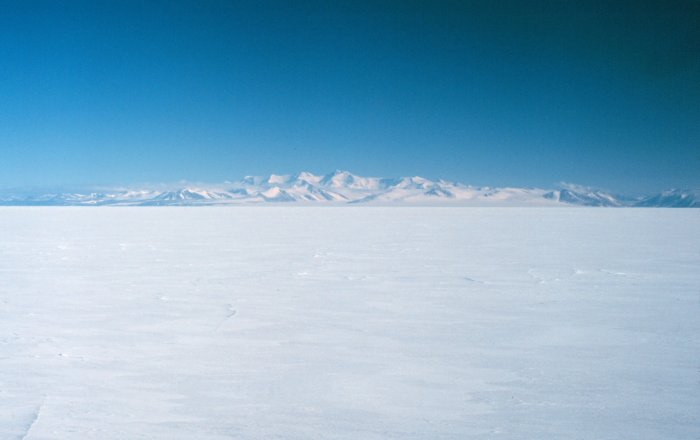
La barrière de Ross devant le chaînon de la Royal Society.

Le 13 septembre 1911, Robert Falcon Scott révèle ses plans pour le voyage vers le pôle Sud, un aller-retour d'une distance d'environ 2 842 km (1 766 milles) depuis la péninsule de Hut Point, avec une durée estimée à 144 jours. Seize hommes entameront le voyage, en utilisant les véhicules chenillés, les poneys et les chiens, de la barrière de Ross au glacier Beardmore. À cette étape, les chiens retourneront vers le camp de base et les poneys seront tués pour servir de nourriture. Par la suite, douze hommes en trois groupes monteront sur le glacier, hissant et tirant leur matériel eux-mêmes. Un seul de ces groupes tentera la conquête du pôle, les autres étant des groupes de soutien qui seront renvoyés au fur et à mesure selon les latitudes atteintes, la composition du groupe polaire étant décidé par Scott au cours du voyage. Il s'agit d'un plan complexe, où les calculs de vitesse, de distance et de consommation de rations ne sont pas simples.
L'« équipe motorisée » (Edward Evans, Bernard Day, William Lashly et F. J. Hooper) part du cap Evans le 24 octobre avec deux véhicules afin de transporter des charges à la latitude 80°30' S et d'attendre les autres équipes. Avant le 1er novembre, les deux véhicules à moteur tombent en panne, le second après seulement 87 km, et les hommes transportent les 336 kg de fournitures restantes sur 241 km, à l'emplacement qui leur a été assigné, avec deux semaines de retard. Les autres équipes qui ont quitté cap Evans le 1er novembre ne les rejoignent pas avant le 21 novembre. Les mauvaises conditions météorologiques avec une température ne dépassant jamais −18 °C et les performances variables des poneys, obligeant régulièrement à se déplacer de nuit, ralentissent leur progression.
Le 24 novembre, Bernard Day et F. J. Hooper rentrent à la base. Les chiens doivent normalement faire demi-tour, mais à cause du retard, Scott décide de les faire continuer le trajet, informant George Simpson, responsable du camp du cap Evans lors de l'absence de Scott. Le 4 décembre, l'expédition campe près de la « passerelle » (le passage entre la barrière de Ross et le glacier Beardmore) lorsqu'ils rencontrent un blizzard, forçant les hommes à rester au camp jusqu'au 9 décembre en les obligeant à consommer des rations destinées au voyage sur le glacier. Lorsque le blizzard se lève, les poneys restant sont abattus (quatre avaient été tués plus tôt) et leur viande stockée dans des dépôts ou ajoutée aux rations transportées. Le 11 décembre, Cecil Meares, Demetri Gerof et les chiens repartent. Ils devaient initialement faire demi tour à la latitude 81°15' S mais en raison de leurs excellentes performances et du retard accumulé, Scott décida de les garder jusqu'à 83°35' S. Ils arrivent le 4 janvier à Hut Point.

#### Le glacier Beardmore

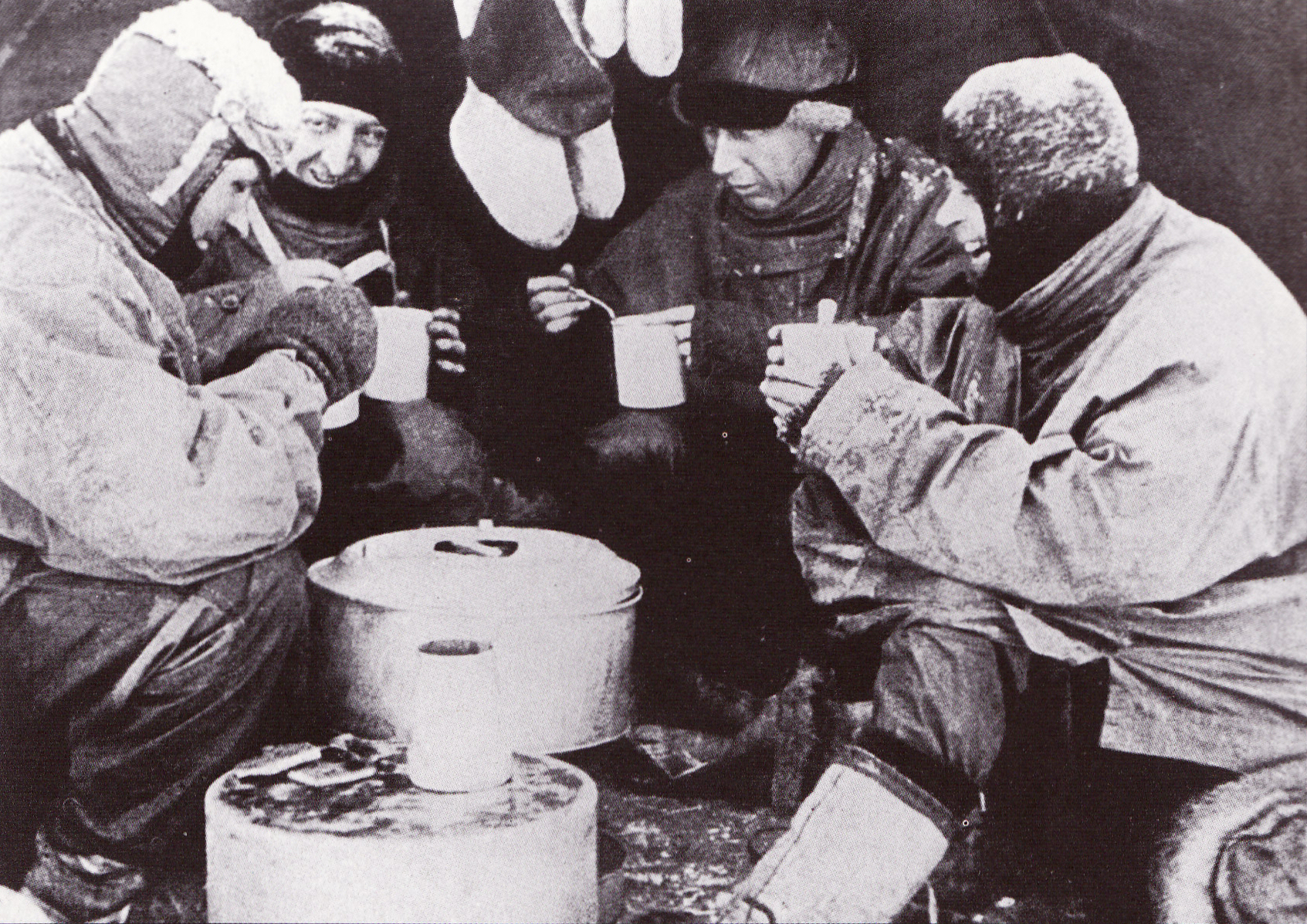
À l'heure du déjeuner : de gauche à droite, Evans, Bowers, Wilson et Scott.

Les douze autres hommes gravissent le glacier Beardmore et installent le 20 décembre le Upper Glacier Depot. Scott n'a encore aucune idée des personnes qui l'accompagneront dans le voyage final au pôle. Le 22 décembre, à une latitude de 85°20' S, il renvoie Edward Atkinson, Apsley Cherry-Garrard, C. S. Wright et Patrick Keohane en tant que première équipe de soutien. Scott donne à Atkinson des ordres concernant les chiens, en lui demandant de veiller à ce que le One Ton Depot — un des dépôts principaux de la barrière de Ross — soit réalimenté et d'emmener les chiens plus au sud pour aider le retour des équipes qui continuent.
Les deux autres équipes poursuivent plus au sud dans de bonnes conditions et compensent une partie du temps perdu sur la barrière de glace. Le 4 janvier 1912, à une latitude de 87°32'S, Scott fixe la composition de la dernière équipe : cinq hommes — lui-même, Edward Adrian Wilson, Lawrence Oates, Henry Robertson Bowers et Edgar Evans — continueront alors que le lieutenant Edward Evans, William Lashly et Thomas Crean retourneront en tant qu'équipe de soutien. La décision est réfléchie mais surprenante : tout avait été fondé sur des équipes de quatre hommes. Avant le départ, Edward Evans reçoit des instructions plus précises concernant les chiens. Au cours du retour de cette équipe de soutien, Evans tombe gravement malade du scorbut. Au One Ton Depot, il ne peut plus marcher et est transporté sur le traîneau par ses camarades jusqu'à environ 8 km au sud de la péninsule de Hut Point. De là, le 18 février, Crean marche seul jusqu'au Hut Point et, par chance, trouve Atkinson et Demetri préparant les chiens pour réapprovisionner le One Ton Depot. Une équipe de secours est alors formée et Evans est transporté moribond à Hut Point le 22 février. Lashly et Crean (mais pas Atkinson) ont par la suite reçu des Médailles Albert pour leurs efforts.

#### Le pôle Sud
Le groupe du pôle continue plus au sud, dépassant le 9 janvier le point le plus extrême de l'expédition Nimrod d'Ernest Shackleton (88° 23' S). Sept jours plus tard, à environ 24 km de leur but, le drapeau noir de Roald Amundsen est repéré et les membres de l'équipe comprennent qu'ils sont devancés.

« Le pire est arrivé. Un simple coup d'œil nous révèle tout. Les Norvégiens nous ont devancés... Demain nous irons jusqu'au pôle, puis nous rentrerons à la base le plus vite possible »

— Journal de Scott, 16 janvier 1912.
Ils atteignent le pôle le lendemain, le 17 janvier, et découvrent qu'Amundsen est arrivé le 14 décembre 1911. Les Norvégiens ont laissé une tente, quelques fournitures, un court message pour Scott et une lettre pour le roi Haakon VII afin d'authentifier l'exploit, qu'ils demandent poliment à Scott de faire parvenir à son destinataire.

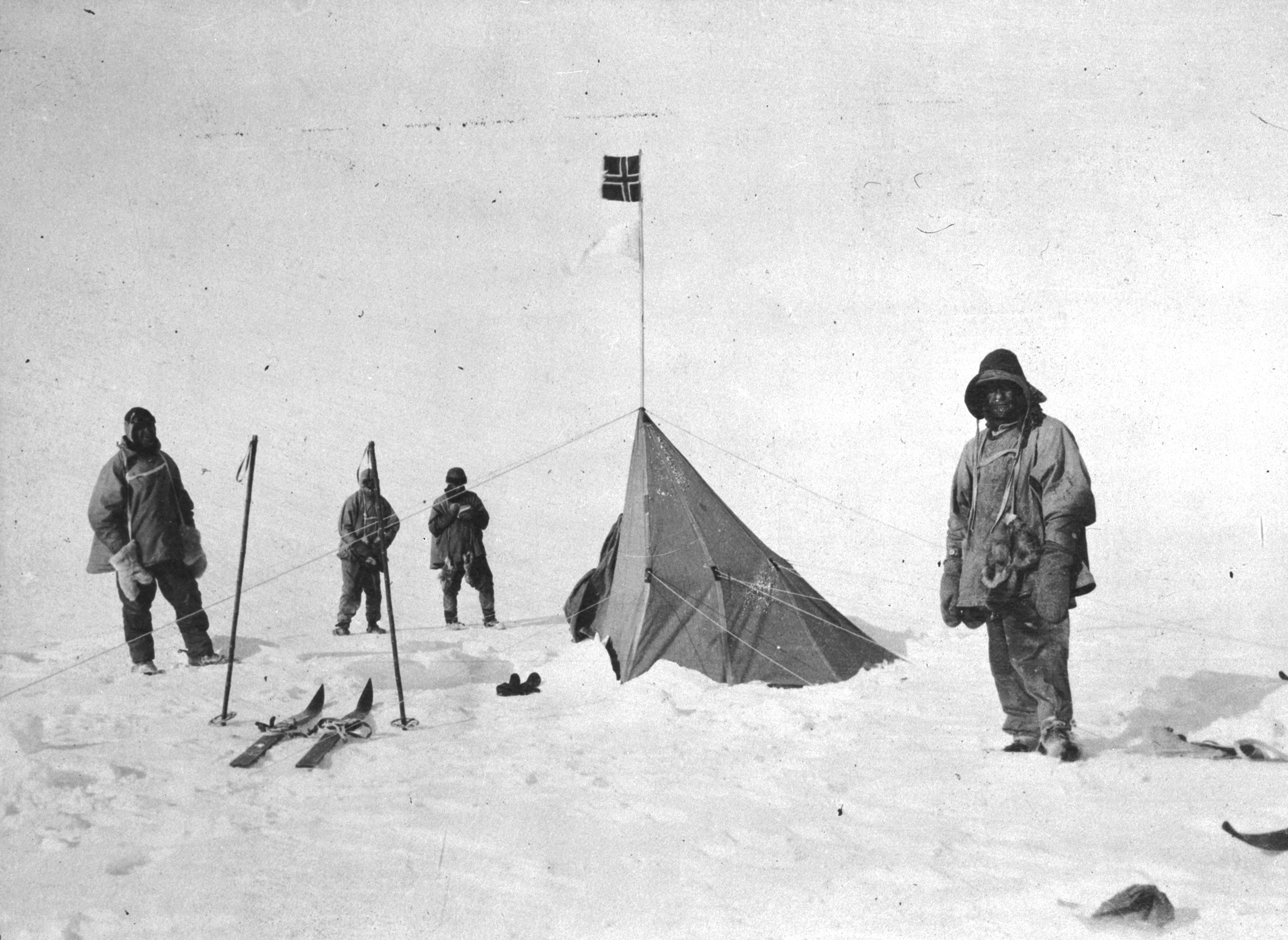
Scott et ses hommes à la base de Roald Amundsen, Polheim, au pôle Sud. De gauche à droite : Scott, Bowers, Wilson et PO Evans. La photo est prise par Lawrence Oates.

L'arrivée près d'un mois plus tôt d'Amundsen entraîne une vive déception mais elle n'est pas totalement inattendue. L'installation d'Amundsen dans la baie des Baleines en était un signe notable. Le Norvégien se basait exclusivement sur les chiens dans lesquels lui et ses compatriotes avaient une grande expertise. La stratégie mixte de Scott a été plus dure pour les hommes et nécessitait un départ retardé afin que les poneys aient un temps plus clément. En comparaison, le voyage d'Amundsen au pôle a duré 57 jours contre 79 pour Scott, Amundsen étant parti 12 jours plus tôt.
Après avoir confirmé leur position et planté leur drapeau, Scott et ses hommes retournent vers le camp de base dès le lendemain et progressent raisonnablement pendant trois semaines avec une moyenne de 23 km par jour. Cependant, la saison avance et les températures descendent jusqu'à −29 °C. La neige devient de plus en plus dure et épaisse. Elle augmente l'adhérence des skis et rend la traction du traîneau de plus en plus difficile. Le 7 février, ils commencent leur descente du glacier Beardmore mais le voyage et la localisation des dépôts sont difficiles. Malgré cela, Scott ordonne une demi-journée de travaux géologiques et 14 kg d'échantillons sont ajoutés au chargement. La santé d'Edgar Evans se détériore rapidement, une blessure à la main ne guérissant pas. Il est gravement touché par le froid et il se pourrait qu'il ait été blessé à la tête après plusieurs chutes sur la glace. Tous les membres de l'équipe sont victimes de malnutrition mais, comme Evans est le plus grand, la plupart estiment que c'est pour cette raison qu'il est le plus touché. Près du pied du glacier, il tombe et meurt le 17 février.

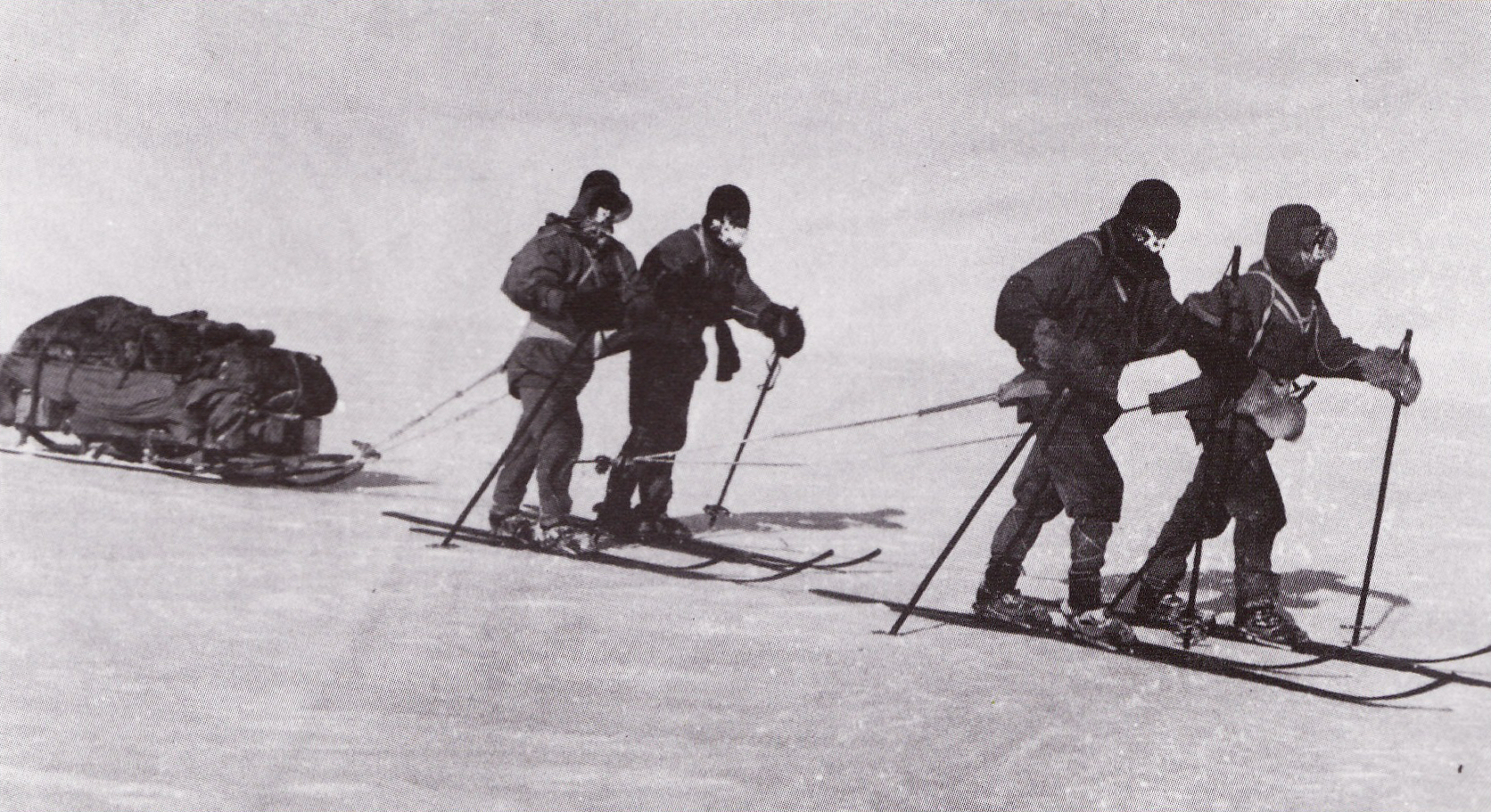
Le retour du pôle.

Au retour sur la barrière de glace, l'équipe subit des conditions météorologiques extrêmes, jamais enregistrées dans cet environnement hostile. Cela, allié à leur faiblesse due à la déshydratation, la malnutrition et de vraisemblables problèmes de scorbut, scelle leur sort. La marche progresse à un rythme ralenti et il devient de plus en plus difficile de survivre avec les rations récupérées aux dépôts. Lawrence Oates, qui souffre d'une vieille blessure de guerre au pied, paralysé par des gelures, éprouve de plus en plus de difficultés à suivre. Le 17 mars, le jour de son 32e anniversaire, se sachant condamné par la gangrène et devinant que ses compagnons refuseront de l’abandonner, il préfère se sacrifier pour le bien de l'équipe. Il quitte la tente avec des paroles devenues célèbres — « Je vais sortir et j'y resterai peut-être longtemps » (« I am just going outside and I may be some time ») — avant de disparaître dans le blizzard. La peinture A Very Gallant Gentleman du peintre britannique John Charles Dollman est un hommage bien connu à ce courage.
Ce sacrifice délibéré n'est pas suffisant pour sauver les autres. Scott, Wilson et Bowers luttent jusqu'à 18 km au sud du One Ton Depot mais sont bloqués le 20 mars par un violent blizzard ; il leur est impossible d'avancer, même si chaque jour, ils tentent de le faire. Leurs stocks arrivent donc à expiration. Le journal de Scott au 29 mars, la date présumée de leur mort, se termine par ces mots :

« Chaque jour nous sommes prêts à nous rendre à notre dépôt à 11 milles d'ici, mais devant l'entrée de la tente persiste un paysage de congères se déplaçant au gré du vent. Je ne pense pas qu'on puisse espérer mieux maintenant. Nous lutterons jusqu'à la fin, mais nous nous affaiblissons, évidemment, et la fin est proche. C'est regrettable mais je ne pense pas que je puisse écrire davantage. R. Scott.
Dernière entrée. Pour l'amour de Dieu, prenez soin de nos familles. »

## L'assistance à l'équipe polaire (1912)

### Ravitaillement duOne Ton Depot

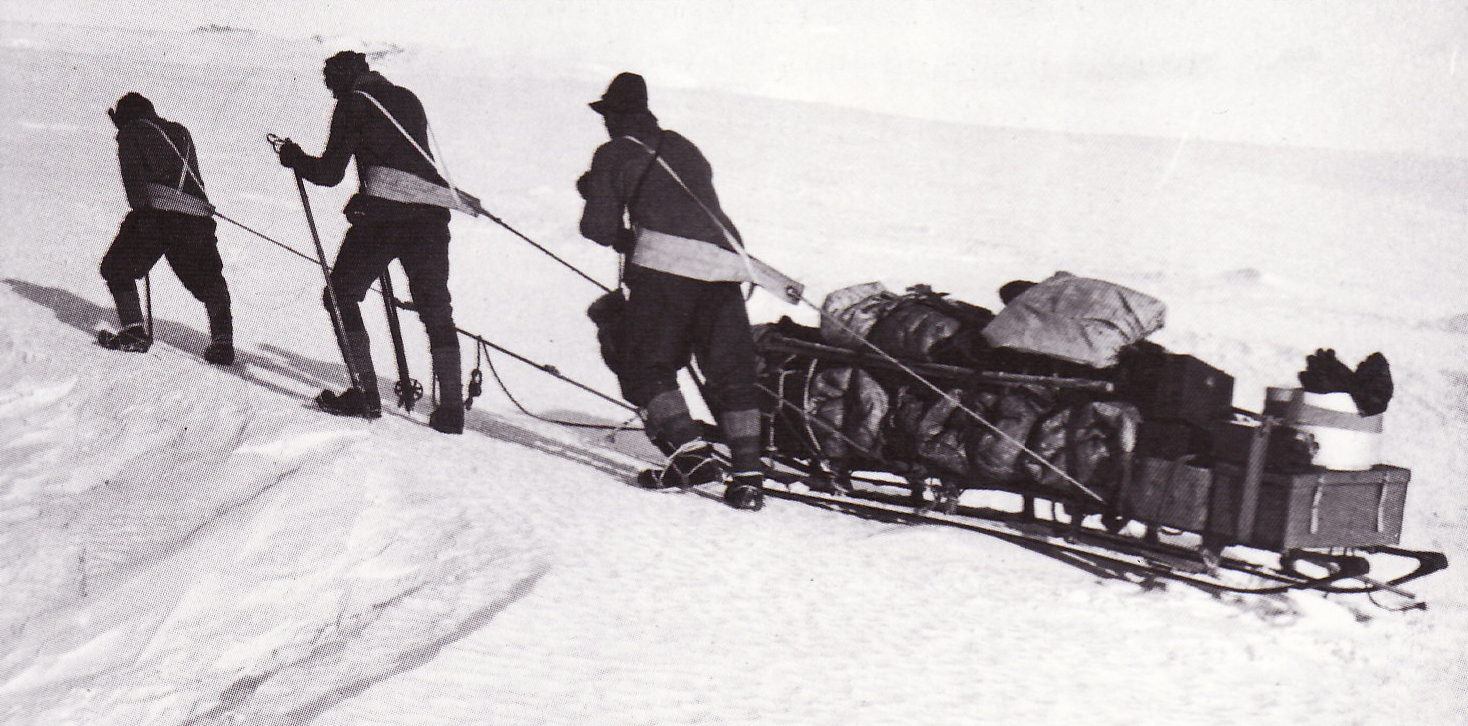
Les membres de l'expédition tirant leur traîneau.

Scott a ordonné le ravitaillement du One Ton Depot à Meares, puis répété ses directives à Simpson, juste avant de s'engager sur la route du pôle. Le dépôt doit contenir « cinq rations XS (Extra Summit), ou au minimum trois, et autant de nourriture pour les chiens, le dépôt devant être construit au 10 janvier 1912 ». Lorsque Atkinson retourne au cap Evans, le 28 janvier, il apprend que les trois rations minimums ont été entreposées mais que le dépôt et la nourriture pour chien demandés n'ont pas été placés. Il décide de prendre lui-même les deux rations à One Ton, mais apparemment ne trouve rien pour la nourriture des chiens.
L'urgence du sauvetage du lieutenant Evans, sur la barrière de glace, force Atkinson à changer ses plans et à confier la mission de ravitaillement du dépôt à Cherry-Garrard. Il est accompagné par le musher Demetri Gerof. Atkinson n'a pas encore de crainte concernant l'équipe polaire car, quand Evans a vu l'équipe pour la dernière fois sur le plateau Antarctique, elle se déplaçait en bon ordre et dans les délais prévus. Atkinson donne des ordres à Cherry-Garrard qui écrira plus tard qu'ils étaient « de se rendre au One Ton Depot le plus rapidement possible et de laisser de la nourriture là-bas. Si Scott et son équipe ne sont pas arrivés avant moi, je devrai juger moi-même de ce qu'il faut faire » et « Rappelez-vous que Scott ne dépend pas des chiens pour son retour et qu'ils n'allaient pas tenter leur chance avec les chiens, ». Le compte-rendu d'Atkinson va également dans ce sens.

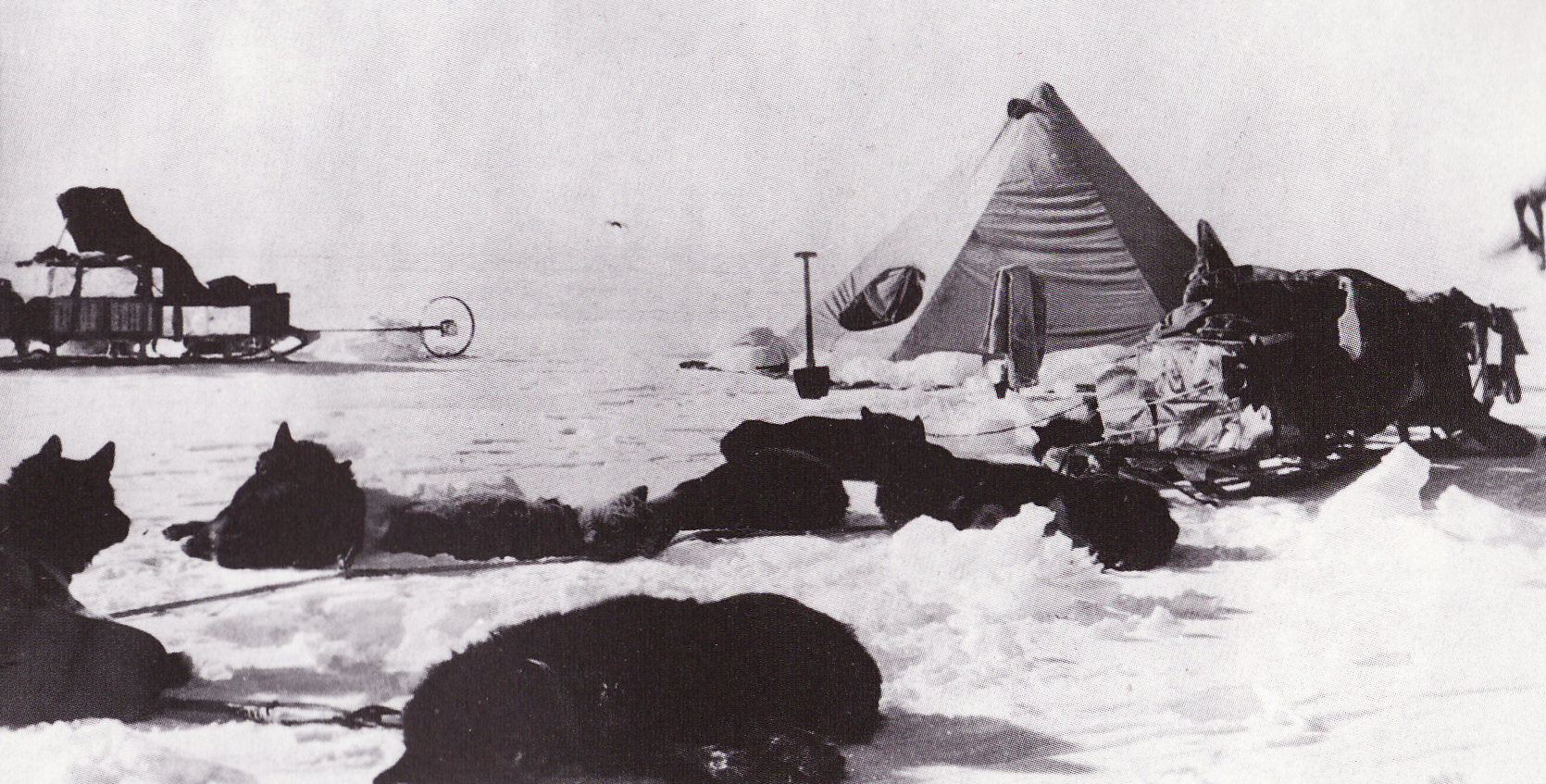
Le camp temporaire.

Le 26 février, Apsley Cherry-Garrard part de la péninsule de Hut Point avec Gerof et deux meutes de chiens. Ils arrivent au One Ton Depot le 4 mars et déposent les rations supplémentaires. Scott n'est pas là. Avec des stocks pour eux-mêmes et les chiens pour vingt-quatre jours, ils ont environ huit jours d'attente avant de devoir revenir à Hut Point. Alternative à l'attente, le départ vers le sud, en l'absence de dépôt de nourriture pour les chiens, revient à les condamner et à enfreindre l'ordre de Scott. Cherry-Garrard décide donc d'attendre Scott. Le 10 mars, avec l'aggravation des conditions météorologiques, devant la baisse de ses propres vivres et ignorant que l'équipe de Scott se bat pour survivre à moins de 113 km, Cherry-Garrard retourne au camp, atteignant Hut Point le 16 mars. Atkinson écrit plus tard : « Je suis convaincu qu'aucun autre officier de l'expédition n'aurait pu mieux faire », mais Cherry-Garrard s'est senti responsable de la mort de l'équipe de Scott le reste de sa vie, se demandant s'il aurait pu faire un choix qui aurait pu les sauver.

### Dernier effort
Après le retour de Cherry-Garrard du One Ton Depot sans nouvelles de Scott, l'anxiété augmente lentement. Atkinson décide de faire un voyage de plus pour essayer d'atteindre l'équipe polaire, et le 26 mars il part avec Keohane avec un traîneau qu'ils tirent eux-mêmes avec dix-huit jours de provisions. Dans de très basses températures (−40 °C), ils atteignent le Corner Camp le 30 mars, quand, selon l'avis d'Atkinson, les conditions météorologiques, le froid et la période de l'année rendent la progression vers le sud impossible. Atkinson note, « Dans ma tête, j'étais certain que l'équipe (polaire) avait péri » et il retourne alors avec Keohane à Hut Point.

### L'équipe de recherche

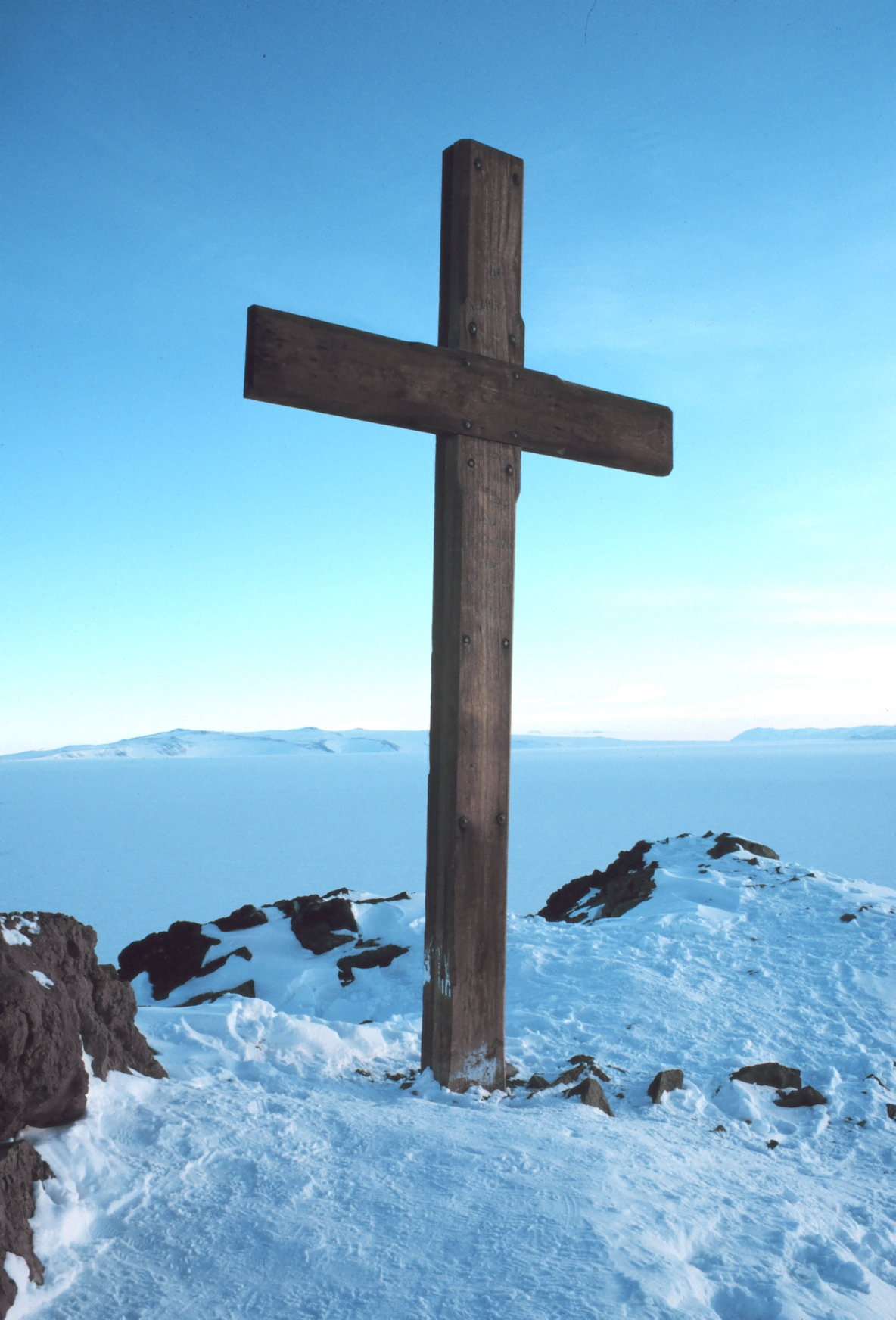
La croix de bois érigée au sommet d'Observation Hill à la mémoire des morts de l'expédition.

Les autres membres de l'expédition attendent tout l'hiver, poursuivant leurs travaux scientifiques. Le 29 octobre 1912, Atkinson conduit une équipe de recherche avec des mules pour connaître, si possible, le sort de l'équipe polaire. Le 12 novembre, les corps gelés de Scott, Wilson et Bowers sont découverts dans une tente à 18 km au sud du One Ton Depot.
Atkinson lit les principales pages du journal de Scott révélant les conditions de la tragédie. Après avoir recueilli les journaux, des effets personnels et des dossiers, la tente est abattue sur les corps et un cairn en neige est érigé, surmonté d'une croix fabriquée à partir des skis de Gran. L'équipe recherche le corps de Lawrence Oates plus au sud, mais elle ne retrouve que son sac de couchage. Le 15 novembre, elle élève un autre cairn près de l'endroit où elle estime qu'il est mort.
De retour à Hut Point, le 25 novembre, l'équipe de recherche constate que l'équipe Nord de Campbell a réussi à revenir à la base, le 5 novembre. En tant qu'officier le plus âgé, Campbell prend le commandement de l'expédition les dernières semaines, avant l'arrivée du Terra Nova le 18 janvier 1913. Avant le départ définitif, une grande croix de bois est érigée au sommet d'Observation Hill, la colline surplombant Hut Point. Les noms des disparus y sont inscrits, ainsi qu'une courte citation du poème Ulysse d'Alfred Tennyson : « To strive, to seek, to find, and not to yield ».

## Bilan

### Le mythe du héros

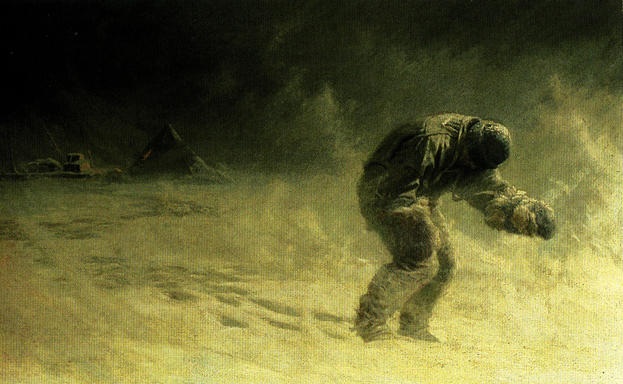
A Very Gallant Gentleman de John Charles Dollman, reprenant la mort de Lawrence Oates.

La mort de Scott et de son équipe éclipse tout le reste dans l'esprit du public, y compris l'exploit de l'équipe de Roald Amundsen comme les premiers hommes au pôle. Pendant de nombreuses années, l'image de héros tragique pour Scott, au-delà de tout reproche, est restée pratiquement incontestée, car bien qu'il y eût des dissensions parmi ceux qui étaient proches de l'expédition, y compris les proches des disparus, cette mésentente ne fut pas publique. La légende a grandi au fil du temps et a été renouvelée par le film L'Épopée du capitaine Scott de 1948 et par la conquête de l'Everest en 1953. Il n'y a pas eu de véritable changement dans la perception du public jusque dans les années 1970, époque à laquelle la quasi-totalité des personnes directement impliquées dans l'expédition étaient décédées.
La controverse éclate avec la publication de l'ouvrage de Roland Huntford Scott and Amundsen en 1979 (réédité et adapté en 1985 à la télévision sous le nom de The Last Place on Earth). Ce livre, très critique sur Scott et lui reprochant tout ce qui s'est mal passé, trouve l'approbation d'une génération moins sensibles aux récits héroïques. La critique porte principalement sur le style autoritaire prêté à Scott, son manque de jugement des hommes et sur une série de dysfonctionnements organisationnels tels que le transport combiné. Il a fallu de nombreuses années avant qu'une réplique, conduite par des écrivains, historiens et scientifiques tels que Ranulph Fiennes et Susan Solomon, amène une réhabilitation, et dans une certaine mesure rétablisse la réputation de Scott.
Les historiens polaires s'accordent généralement à penser que les techniques de Roald Amundsen, soutenu par ses expériences antérieures en Arctique et sa familiarité avec les conditions météorologiques, lui ont donné d'énormes avantages dans la course au pôle Sud, mais cela ne donne pas vraiment les raisons de l'échec tragique.

### La dernière lettre de Scott

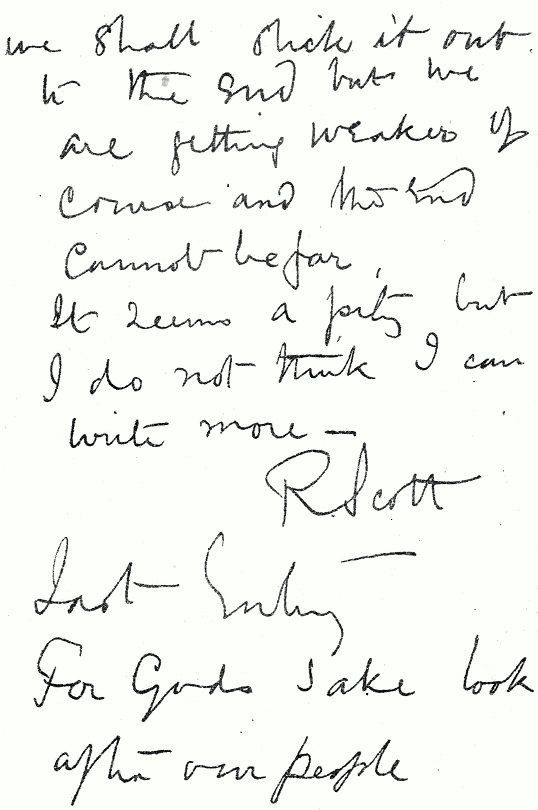
Dernière page du journal de Scott.

Le journal de Scott retrouvé par Atkinson fut édité et fut la base des premières parutions sur l'expédition, contribuant à mieux comprendre les conditions de la tragédie. Incluses dans ce journal se trouvent des lettres écrites aux femmes de ses compagnons d'infortune (Edward Adrian Wilson et Henry Robertson Bowers) et à quelques amis, comme le parrain de son fils Peter J. M. Barrie ou encore son dernier commandant Francis Charles Bridgeman.
Sa dernière lettre, la plus notoire et marquante, est exposée au British Museum de Londres. Scott écrit à destination du public, près de sa fin, pour donner sa version de l'échec de l'expédition. Pour lui, c'est une accumulation de malchances plutôt qu'une mauvaise organisation. Ses détracteurs comme Roland Huntford y voient une justification et Diana Preston l'analyse comme un mélange de causes, défaillances logistiques et pure malchance.

### Le régime alimentaire
La cause probable de la mort de l'équipe polaire étant liée à la dénutrition et/ou scorbut, la question du régime alimentaire est importante. Les rations étaient fondées sur la science nutritionnelle de 1910, avant la pleine connaissance de la vitamine C et de l'origine du scorbut. La priorité avait été donnée à une haute teneur en protéines considérée comme nécessaire à la combustion des calories durant le déplacement des lourdes charges, en particulier les traîneaux tirés par les hommes eux-mêmes. En fait, la valeur calorique des rations utilisées a été gravement surestimée, même si cela ne fut évident que beaucoup plus tard. La ration quotidienne de base pour un homme était de 450 g de biscuits, 336 g de pemmican, 84 g de sucre, 56 g de beurre, 20 g de thé et de 16 g de cacao. Ce régime sera complété par la viande des poneys, mais ces suppléments n'auraient pas comblé le déficit calorique sur de longues périodes.

### Le rôle d'Edward Evans
Selon une déclaration en 2017 du professeur Chris Turney de l'université de Nouvelle-Galles du Sud, Edward Evans aurait contribué au désastre d'après des recherches récentes. En particulier, il aurait fait croire qu'il était atteint du scorbut avant de l'être vraiment afin de pouvoir consommer des rations supplémentaires, ce qui se justifiait plus pour un homme malade. De plus, lorsque Evans est renvoyé à la base, il ne transmet pas des instructions de Scott pour qu'une nouvelle équipe soit envoyée à leur rencontre avec des vivres, soit par « incompétence », soit pour « se venger de Scott » pour son retrait de l'équipe menant la conquête du pôle.

## Le carnet du photographe de l'expédition de 1911, retrouvé en 2013
En 2013, la fonte des neiges de l'Antarctique a mis au jour le carnet du photographe officiel de l'expédition du capitaine Robert Scott. Les chercheurs ont trouvé le journal de George Levick à l'extérieur de la base Terra Nova de 1911. C'est la première fois que des vestiges importants réapparaissent depuis plus d'un siècle.
Ce carnet appartenait à un chirurgien, zoologiste et photographe George Murray Levick, né en 1876 et mort en 1956. Son nom apparaît clairement au début du carnet. Levick faisait partie de l'expédition du capitaine Robert Scott de 1910 à 1913. Le carnet contient les notes de Levick indiquant la date, les sujets et les détails des photos prises en 1911.
Ce sont les chercheurs de l'Antarctic Heritage Trust, de Nouvelle-Zélande, qui l'ont découvert. L'institution est responsable de la conservation de cinq sites historiques de la région de la mer de Ross, en Antarctique. La conservatrice française Aline Leclercq a été chargée de la restauration et de la numérisation des données du carnet,.

## Hommage
Des chansons comme Héroes de la Antártida du groupe espagnol Mecano et Terra Nova du groupe anglais I Like Trains relatent le destin de Scott et ses compagnons. De nombreuses références sont également faites au sacrifice de Lawrence Oates, en peinture ou littérature.
En 2012, une expédition commémorative privée, l'International Scott Centenary Expedition 2012 (ISCE 2012), est prévue pour le centenaire de l'expédition initiale.